# Collegiata di San Giovanni Battista (Angri)
La collegiata di San Giovanni Battista è la chiesa madre della città di Angri, comune in provincia di Salerno, situata nell'omonima piazza e nelle adiacenze del Castello Doria di Angri.
Vengono custoditi al suo interno la statua lignea di san Giovanni Battista e il busto argenteo del medesimo santo, i quali sono oggetto di antichissima venerazione da parte della popolazione angrese che dura da molti secoli.
In alcuni locali posti al sud della collegiata alcuni fedeli angresi crearono due secoli dopo la fondazione della chiesa una confraternita intitolata a Santa Margherita di Antiochia, tuttora esistente e attiva.

## Storia
La fondazione della chiesa

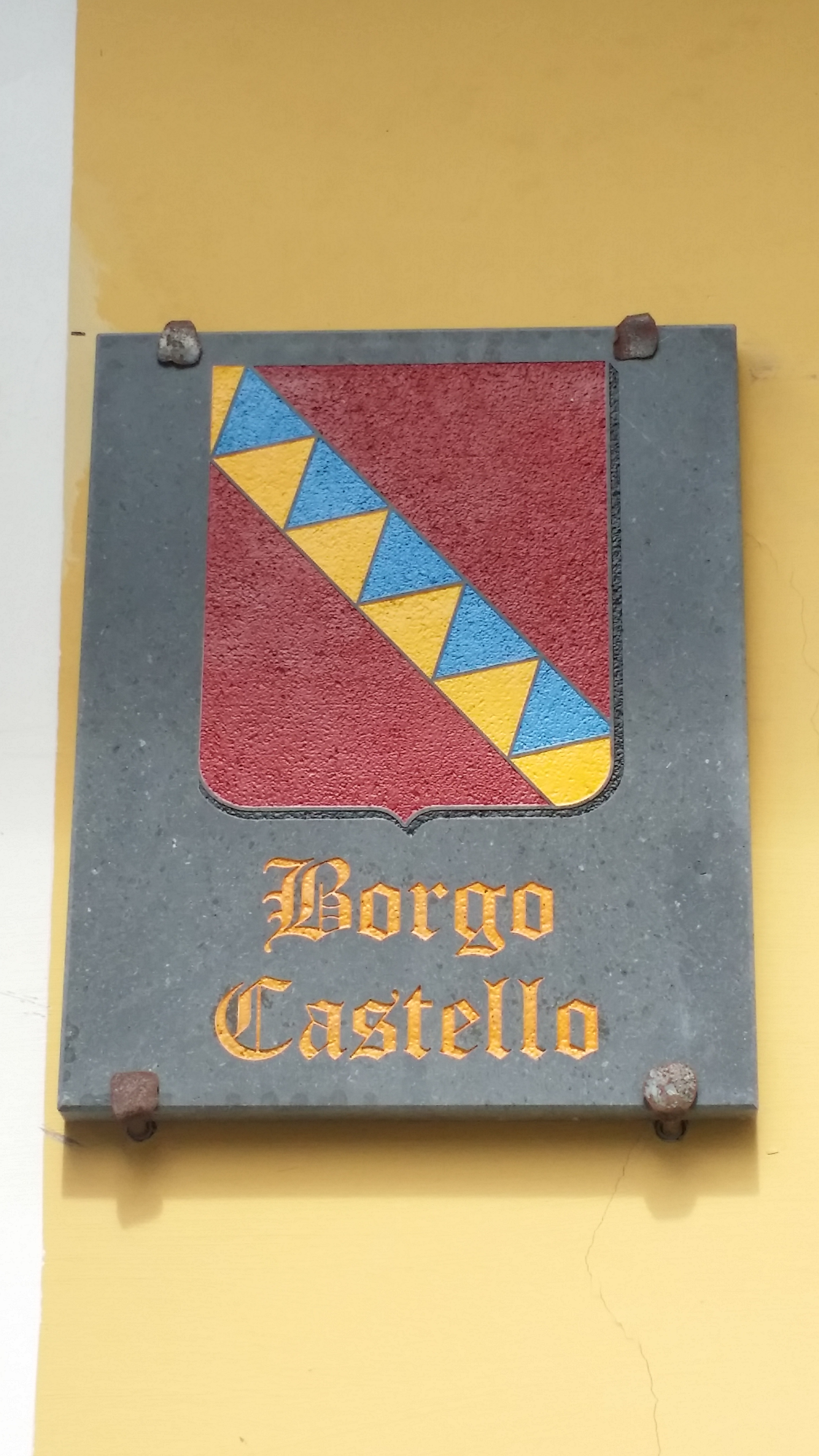
Insegna araldica incisa a colori su lastra oblunga in pietra lavica raffigurante l'arma gentilizia della casata Zurolo, Signori di Angri e di altre Terre del Regno di Napoli in Età medievale. L'insegna è allocata sulla parete di un vetusto edificio del centro storico, di fronte al Castello di Angri e poco distante dalla Collegiata chiesa di San Giovanni Battista e dalla Cappella dei Santi Cosma e Damiano. Questo antico stemma o arma gentilizia cui risulta attestata, annotata e registrata: negli Archivi Magistrali del Sovrano Militare Ordine di Malta - S.M.O.M.; nel Minutario spagnolo, conservato a cura di don Alfonso Ceballos Escalera y Gila marchese de la Floresta, Cronista Rey de Armas di Castiglia e León, membro ufficiale araldico del Regno di Spagna; nell'Annuario della Nobiltà Italiana. Questo stemma è stato attribuito alla famiglia Zurolo, ramo di Castellammare di Stabia (NA), con la seguente descrizione araldica: di rosso, alla banda cuneata d'oro e d'azzurro. La sottostante iscrizione, Borgo Castello, afferisce invece all'antico quartiere sito presso l'antica dimora-Castello dell'allora feudatario di Angri il conte Giovanni Zurolo; cfr. atti deliberativi Comune di Angri concernenti il regolamento-Disciplinare del Palio Storico Città di Angri.

La chiesa fu fatta costruire una prima volta nel 1181 da un sacerdote locale, un certo Giovanni de Miro, e dedicata inizialmente a Sant'Angelo (si intende san Michele arcangelo).
Il sacerdote Giovanni de Miro vissuto nel XII secolo non deve essere confuso con un sacerdote suo omonimo, appartenuto presumibilmente anche al medesimo casato e vissuto nell'XI secolo, sempre ad Angri. Tale Giovanni de Miro fondò, secondo alcune fonti, la prima chiesa di Angri, quella dedicata a San Benedetto da Norcia, in uno dei due più antichi rioni della città, il rione Ardinghi.

La chiesa quando venne eretta era di dimensioni più piccole di quelle che si possono ammirare oggi. Il motivo per il quale il nome della chiesa venne intitolato inizialmente a San Michele arcangelo è che all'epoca la popolazione locale e successivamente quella longobarda era molto devota agli angeli custodi ed in particolare allo stesso san Michele, capo delle milizie celesti. Infatti, anche i longobardi, giunti in Italia secoli prima, e dopo la loro conversione dall'arianesimo al cristianesimo, adottarono san Michele arcangelo come loro patrono.

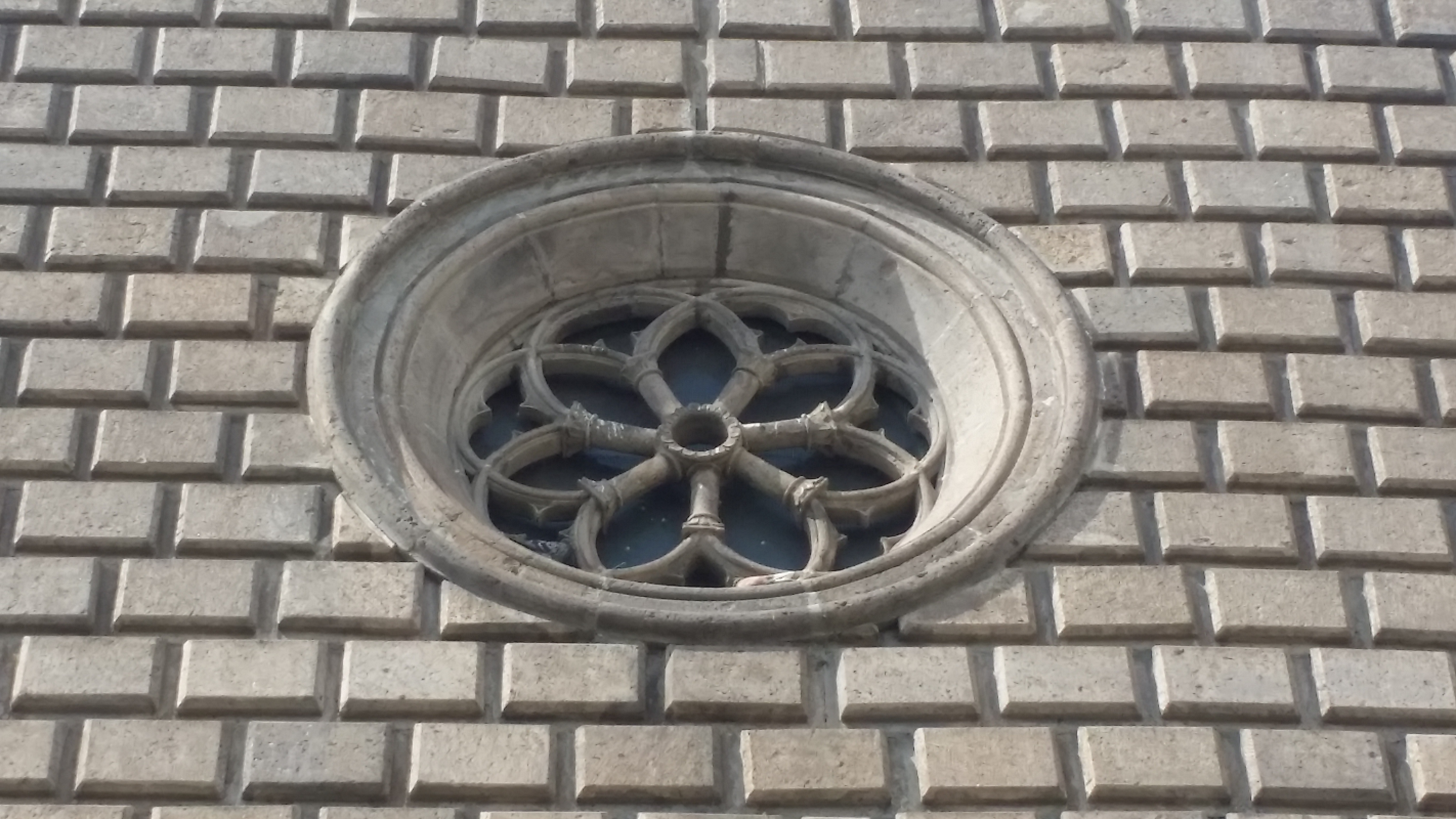
Il rosone centrale della Collegiata chiesa di San Giovanni Battista, l'ultimo ad essere rimasto sulla facciata principale quattrocentesca, dopo i bombardamenti avvenuti durante la Seconda Guerra mondiale. Da notare in alto al rosone l'evidente lesione, visibile anche dalla strada.

Varie fonti riguardanti la fondazione dell'antica chiesa di Sant'Angelo
Secondo alcune fonti scritte trasmesse fino a noi dagli storici dell'epoca, indicano che esisteva una chiesa sorta poco dopo un altro edificio religioso e intitolata a Sant'Angelo. L'altro edificio religioso secondo tali testimonianze era un monastero e vi era al suo interno un eremo. Entrambi gli edifici sarebbero sorti nell'VIII secolo o forse anche anni prima della fondazione della prima chiesa di Angri. Il monastero era gestito dai monaci benedettini e al suo interno vi svolgevano delle celebrazioni liturgiche sia private e sia verso la popolazione locale. Poco dopo la fondazione di questi edifici, passarono sotto il governo del priorato dell'abbazia di Cava De' Tirreni. Sempre secondo questi testi inoltre, entrambi questi edifici erano situati sopra Angre, in loco qui dicitur Curbaru (sopra la città di Angri, in località di Corbara). Corbara infatti confinava e confina tuttora con le terre di Angri andando verso sud e si estende ai piedi dei Monti Lattari. Le testimonianze di questi storici però, non indicano se questi edifici si trovassero in territorio di Corbara o al confine fra le due città, poiché oggigiorno, non esistono più. Sempre secondo queste fonti, ad Angri c'era anche una località che veniva chiamata nel Medioevo alli santi Angeli o alli beati santi Angeli (ai beati e santi angeli), ed era situata nel fundo Marciani (fondo Marciano), poi rinominata e chiamata ancora oggi con il nome di rione Casalanario.
Anche nel Codex diplomaticus avensis (codice diplomatico Cavese) in merito ad Angri, si descrive l'esistenza effettiva di una chiesa annessa ad un'antica masseria e dedicata ancora a Sant'Angelo. Questo complesso di edifici inoltre, era situato sempre secondo ciò che narra il codice in terra d'Angri e più esattamente sempre nel fondo Marciano. Si racconta sempre secondo il codice che questa masseria fu di beneficio dell'abbazia di S. Massimo di Salerno e nel IX secolo dell'Episcopio di Stabia e di Paestum.
Secondo una lettera, la nº 72 del papa San Gregorio Magno, conservata dal monsignor. su-eccellenza Martini, (del gennaio 1846), dal libro XI, epistolario LXXII, indice IV, Cfr. Italia Pontificia, V. Sorrento, indirizzata dal papa S. Gregorio Magno all'abate del monastero di Sorrento, di nome Agapito, lo invitava ad accogliere tutti i monaci del monastero di Sant'Angelo del fondo Marciano nel suo perché, anche il papa venne a sapere che il monastero andò completamente distrutto a causa di alcuni guerrieri Longobardi, andati lì per saccheggiare e distruggere quelle terre. Inoltre, sempre nella lettera, Gregorio Magno invitò Agapito ad unire entrambi i monasteri finché, non si sarebbero rivendicate le terre del fondo Marciano e ripristinato l'intero complesso religioso andato completamente distrutto. Nel frattempo, il monastero del fondo sarebbe andato sotto la giurisdizione del vescovo di Nocera dei Pagani che se ne sarebbe occupato nel farlo ripristinare (cosa che non avvenne più neanche a distanza di secoli). Infine sempre nelle ultime parti della lettera del papa, obbligò sempre il vescovo Agapito, ad inviare al più presto dei monaci al monastero distrutto finché continuassero con le celebrazioni liturgiche in quelle terre di Angri.

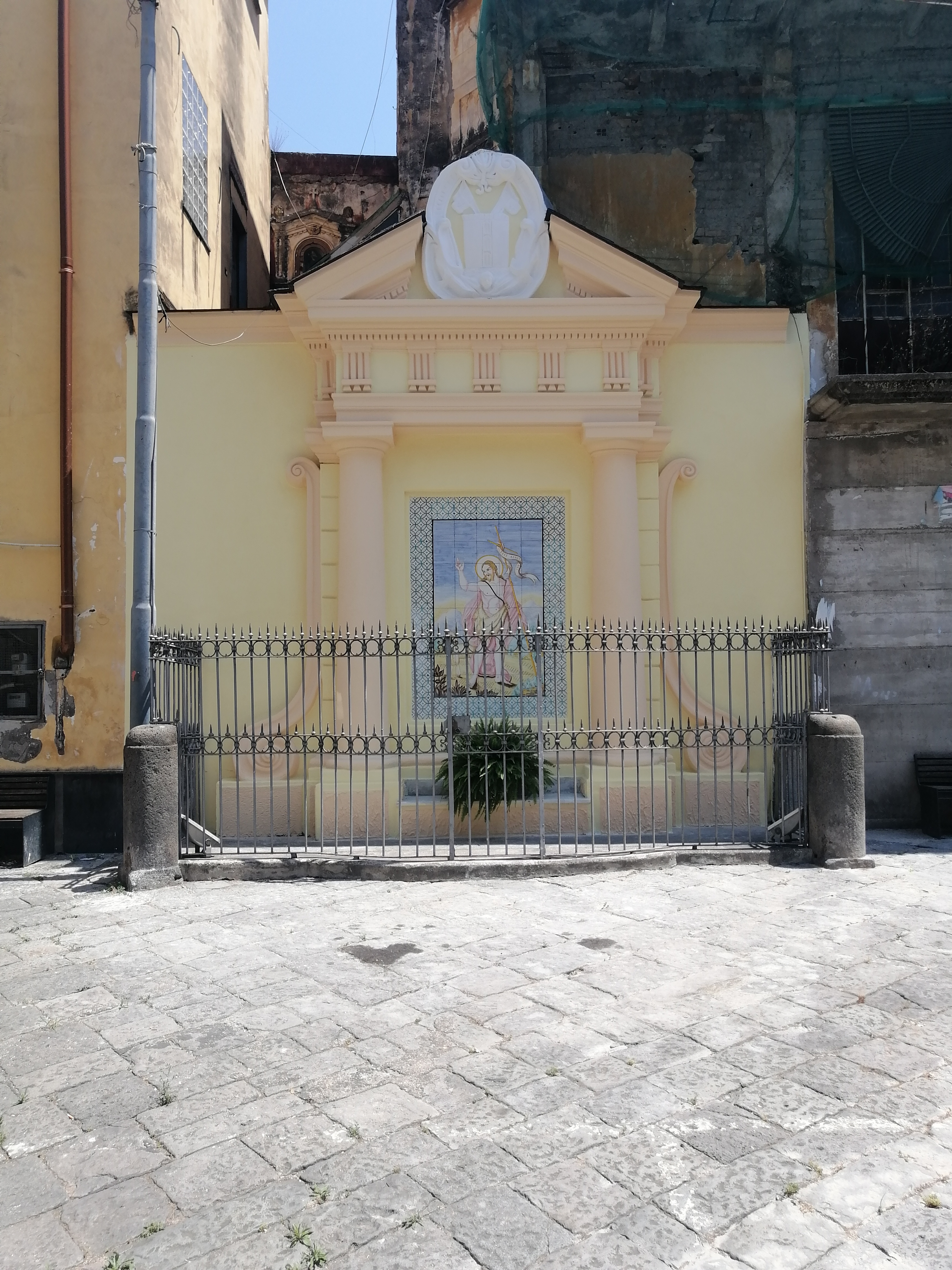
Antica edicola votiva, posta sul sagrato della Collegiata chiesa di San Giovanni Battista, contenente una recente riproduzione maiolicata policroma raffigurante il Battista sulle rive del Giordano in Terra Santa; l'originale, invece, si conserva all'interno della Collegiata risalente tra il XVIII e XIX secolo di autore ignoto,

Secondo l'archivio diocesano, dei vari testi correlati e di alcuni storici dell'epoca in cui venne eretta la chiesa di Sant'Angelo, la località esatta dell'erezione della struttura, non è la stessa della quale sorge l'attuale collegiata di San Giovanni Battista ma, si troverebbe in un altro luogo di Angri ovvero in una qualche località montana, venne infine cambiata la sua funzione passando da quella di parrocchia a quella di collegiata, col nuovo nome indicante San Giovanni Battista, anche nuovo patrono della città.

Altri storici affermano invece che l'antica chiesa di Sant'Angelo, venne eretta nel perimetro dell'attuale collegiata.

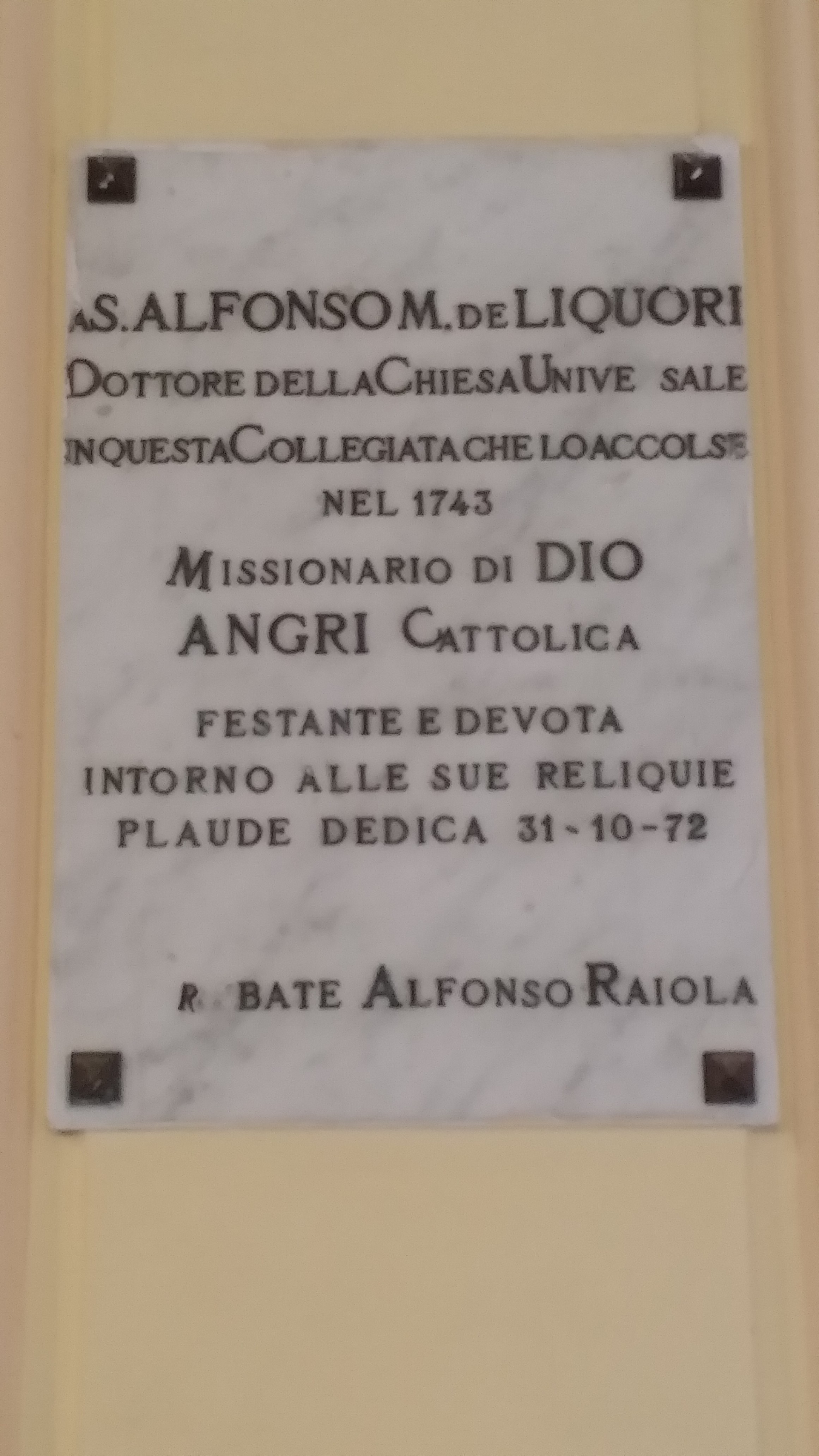
Lapide commemorativa in marmo, a ricordo del passaggio di Sant'Alfonso Maria dei Liguori nella Terra d'Angri nel 1743, ovvero per aver celebrato Messa nella Collegiata chiesa di San Giovanni Battista.

Il culto degli angeli custodi nella vicina città di Corbara
Anche nella vicina città di Corbara era molto sentita la venerazione degli angeli custodi tanto che, dalla metà del 1800, ogni 2 giugno (ricorrenza dell'onomastico di Sant'Erasmo di Formia) è nata una vera e propria festa religiosa che vede ancora oggi la rappresentazione della calata dell'arcangelo San Michele appeso a delle funi, da uno strapiombo fino alla chiesa principale del paese dove salva la vita di Sant'Erasmo. Quest'ultimo, insieme a San Bartolomeo, sono patroni della città e titolari della chiesa dove si svolge la ricorrenza della festa.
La sede parrocchiale
Nel 1887 la sede parrocchiale della cappella di San Giuda Taddeo apostolo di Angri venne trasferita a quella della collegiata di San Giovanni Battista di Angri; la parrocchia contava in totale 7707 fedeli.
Nel 1860 circa viene menzionato nelle delibere della confraternita di Santa Margherita di Antiochia Vergine e Martire che la collegiata divenga la chiesa madre di Angri.
Altre informazioni
Nel 2004 è stata creata una nicchia di fronte alla collegiata, nella piazzetta limitrofa, con all'interno un mosaico raffigurante un giovane San Giovanni Battista, similmente raffigurato come il busto argenteo del San Giovanniello presente all'interno della collegiata, per volontà dell'abate Alfonso Raiola.

L'ultimo abate della collegiata di San Giovanni Battista è stato don Alfonso Raiola, che ha eseguito le funzioni liturgiche al suo interno per ben 51 anni, fino all'avvenuta morte.

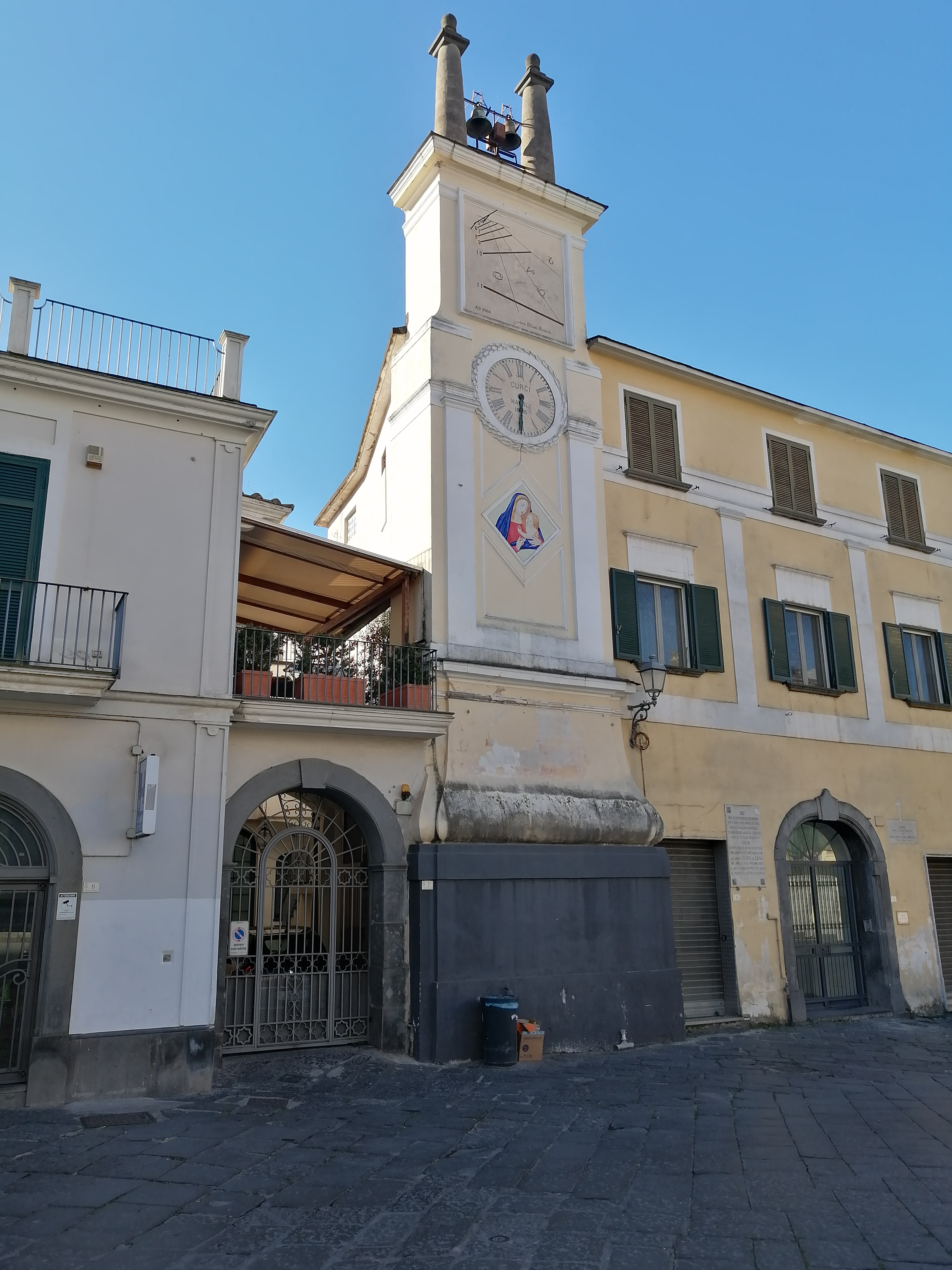
Antica torre parrocchiale e campanaria con orologio solare annessa ad un antico edificio facente parte della collegiata di San Giovanni Battista nella piazza omologa. La torre è stata fatta ristrutturare su ordine di mons. Leopoldo attuale sacerdote della collegiata di San Giovanni Giovanni e i lavori sono stati eseguiti dal gnomonista Giovanni Paltrinieri, intorno all'anno 2000. Da notare anche l'edicola della raffigurazione della Madonna col Bambino Gesù fra le braccia, posta in una cornice di forma romboide sotto l'orologio.

Le prime ristrutturazioni e ampliamenti
Nel 1302 fu fatta ricostruire dal conte di Romano Orsini di Nola e dedicata all'attuale santo patrono di Angri, di cui prende il nome, in stile romanico e con una pianta a croce latina.
Nel 1475 sulla bolla papale di papa Sisto IV, la chiesa ricevette il titolo di "Insigne Collegiata", ovvero venne elevata a rango di abbazia e retta da un abate e da un collegio di otto canonici.

Nello stesso periodo, la facciata della chiesa venne rinnovata ed abbellita in stile rinascimentale e con i profili spioventi della copertura e, rivestita esteriormente nella facciata in bugnato di piperno liscio tagliato a cuscino (unico esempio di facciata nel mondo come chiesa, insieme a quella del Gesù Nuovo di Napoli che ha invece una copertura esterna di bugnato di piperno tagliato a diamante). Sempre sulla facciata, sono incastonati tre splendidi portali marmorei e anticamente, 3 rosoni polilobati, autentici fiori in pietra d'arte catalana, che ha pochi simili in Europa. Oggi si è conservato solo quello centrale poiché gli altri due sono andati danneggiati durante i bombardamenti della seconda guerra mondiale e sostituiti con delle semplici finestre circolari trasparenti.

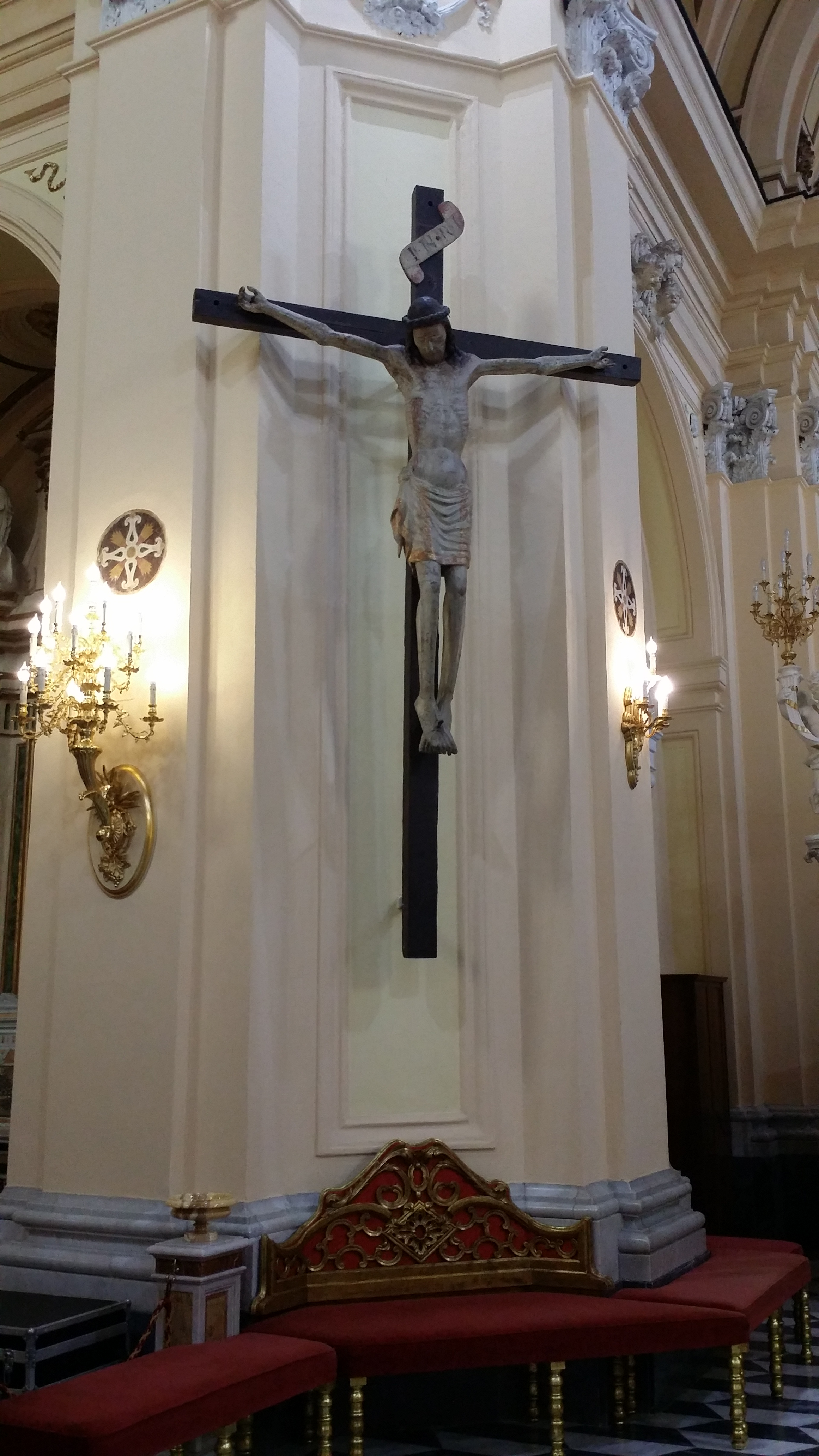
Crocifisso ligneo risalente tra il XIII e XIV secolo, posto accanto all'altare Maggiore della Collegiata.

Opere artistiche conservate al suo interno
È stato aggiunto tra il XIII e il XIV secolo, accanto all'altare maggiore, un crocefisso ligneo.
Nel 1501 fu fatto costruire un polittico incassato nella parete di fondo della tribuna della chiesa dall'artista Simone da Firenze.
Nel 1540 furono aggiunti i 3 portali ancora oggi esistenti; nella lunetta sovrastante comparivano la vergine Maria con in braccio il Bambin Gesù ed i santi Giovanni l'evangelista e Giovanni Battista. Oggi questa lunetta non è più esistente perché è andata distrutta sempre dai bombardamenti della seconda guerra mondiale.
Nel 1630 è stata commissionata una tela al pittore angrese Domenico De Marinis rappresentante la Madonna con in braccio il Bambino Gesù posta tra san Giacinto Odrowąż e gli angeli tutti intorno.
Tra il 1678 e il 1683 venne incaricato il pittore Angelo Solimena di dipingere un quadro che raffigura l'estasi di santa Rosa da Lima.
Nel '700 la chiesa venne ricostruita e rimodernata all'interno in puro stile barocco.
Nel 1743 sant'Alfonso Maria dei Liguori passò per Angri e venne accolto nella collegiata di San Giovanni Battista, dove disse anche una messa.

Sopra al quarto altare minore alla destra di quello maggiore della collegiata è presente un dipinto raffigurante la Madonna Addolorata seduta su una roccia mentre guarda il cielo.

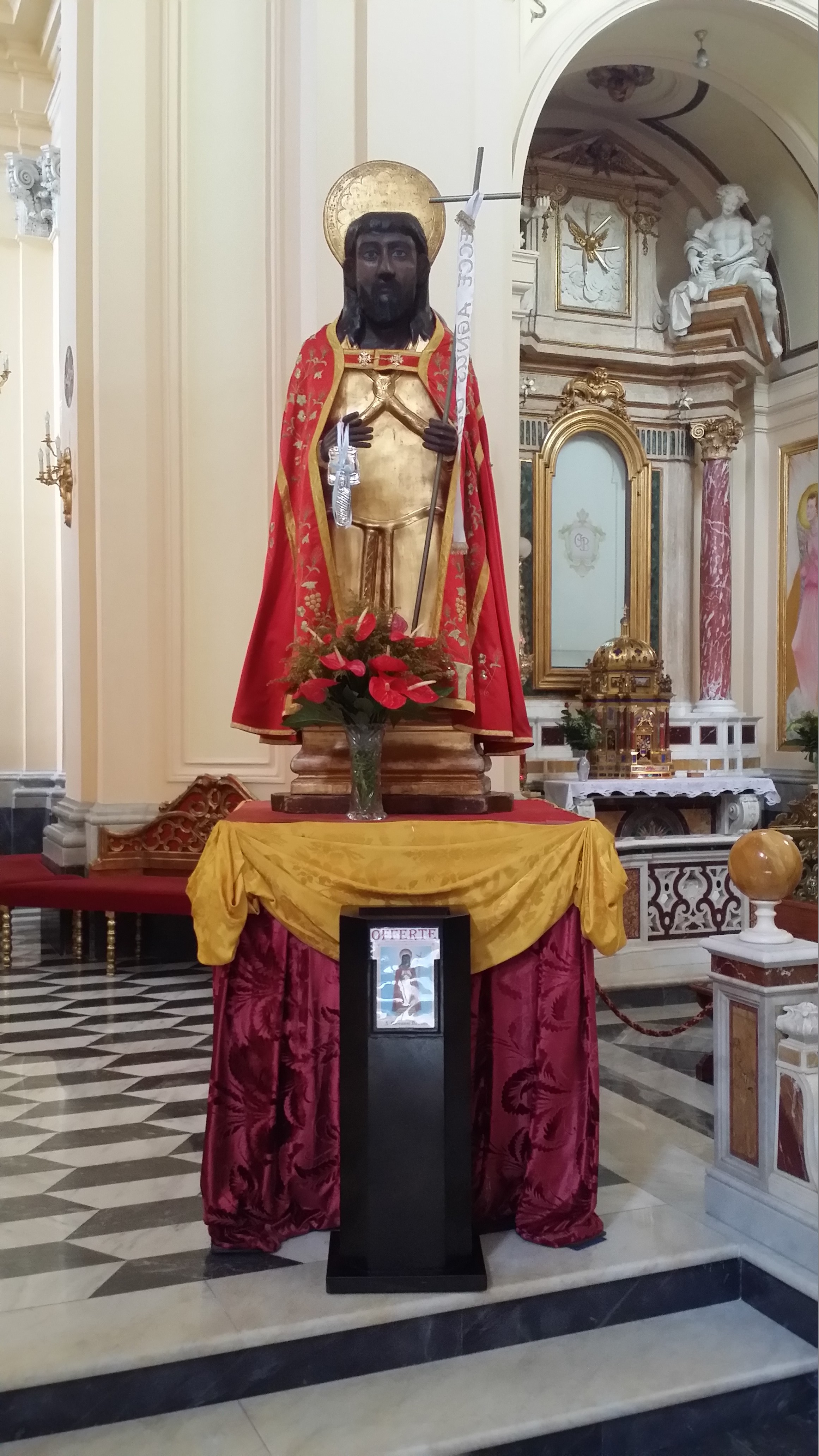
Statua di San Giovanni Battista traslata dalla sua edicola, all'interno della Collegiata, e posta su di un tronetto per la venerazione dei fedeli.

Alla sinistra dell'altare maggiore, dove c'è l'altare minore di Sant'Anna, vi è un antico tabernacolo ribattezzato tabernacolo di Sant'Anna, in marmo bianco di dimensioni di cm. 70 x 70. È formato da una cornice in alto, dove sono rappresentate tre teste di cherubini con vicino delle ali pennute; sulle due cornici laterali vi sono due angeli con mani giunte in atto di preghiera, con i capelli lunghi, indossano lunghe vestiti e sono presenti in due nicchie. Ai piedi degli angeli sono poste in prospettiva delle piccole formelle che rappresentano sei corolle piene di fiori. La porticina del ciborio è fatta in rame sbalzato e rappresenta un grande calice, dal quale spunta un'ostia emanante raggi. Nel mese di aprile del 2019 il tabernacolo è stato spostato e messo in esposizione vicino ai due bianchi marmi restaurati tra la fine dell'anno 2017 e la prima metà del 2018, situati nello spazio dove si trova il quarto altare minore a destra di quello maggiore.
Nella navata centrale è possibile scorgere un soffitto in ligneo dorato e un cassettone contenente 3 tele settecentesche che illustrano, la vita di San Giovanni Battista, la confraternita di Santa Margherita e la sagrestia.
L'interno della chiesa ha avuto una serie di rimaneggiamenti nel corso dei secoli e così comparvero le 3 navate con cappelle laterali che oggigiorno possiamo ancora ammirare.
Durante i bombardamenti della seconda guerra mondiale, più in particolare nel settembre del 1943, la collegiata subì diversi danni, tra cui quello della lunetta centrale della facciata della collegiata con la distruzione di una statua in marmo di San Giovanni Evangelista e il danneggiamento di quella di San Giovanni Battista e della Madonna con in braccio il Bambino Gesù.

Il 31 ottobre del 1972, su volontà dell'abate Alfonso Raiola, venne fatta affiggere una lapide commemorativa in ricordo del passaggio di sant'Alfonso Maria dei Liguori ad Angri e nella collegiata di San Giovanni Battista.

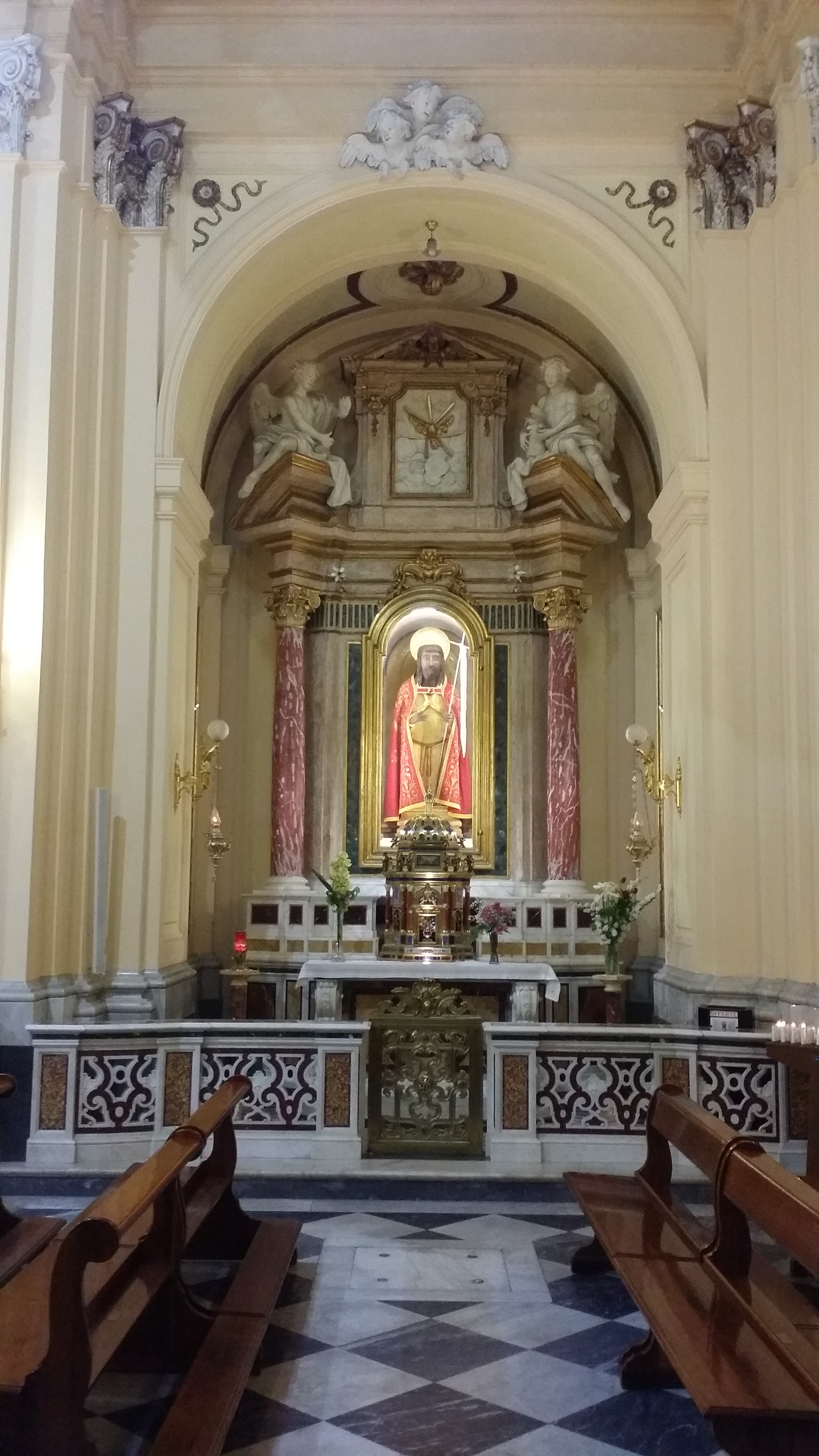
Altare minore della Collegiata chiesa di San Giovanni Battista, in cui si erge in tutta la sua grandezza l'artistica e prodigiosa statua lignea policroma di Età bizantina raffigurante il Santo Patrono di Angri, la cui ricorrenza cade il 24 giugno.

L'ampolla-reliquia col sangue del santo patrono San Giovanni Battista conservata nella collegiata
All'interno della sagrestia, è conservata un'ampollina con funzione di reliquia conservata in un nuovo e moderno reliquiario, voluto dall'abate della collegiata mons. Alfonso Raiola, nel 1965.
Una fonte conferma che l'ampollina è stata conservata in un apposito reliquiario con indoratura (cassetta contornata di oro) fatto preparare appositamente, nell'anno 1890 circa.
L'ampolla-reliquia di vetro contiene il presunto sangue di San Giovanni Battista, avente una strisciolina di carta indicante la frase in latino Sangui S. Joann. Bapt (sangue di San Giovanni Battista). Vi è un sigillo in ceralacca rosso posto sull'ampolla non decifrato ancora, inoltre non è stato possibile ritrovare alcun documento che ne attesti la veridicità della reliquia e della sua provenienza, sia negli archivi concernenti la città di Angri, sia nella stessa collegiata e pure nella biblioteca nazionale Vittorio Emanuele III.
Nel 1965 venne trafugata l'ampolla sacra con altre refurtive religiose da un gruppo di ladri ma vennero recuperate pochissimo tempo dopo. Il monsignor Alfonso Raiola venne accompagnato sul luogo del furto dal gruppo di carabinieri per certificare l'esattezza della merce trafugata, e gli sembrò in quell'occasione che l'ampollina brillasse di luce propria. Dopo essere stata riportata in collegiata poi, il mons. iniziò la consuetudine di impartire le benedizioni al popolo angrese, durante le sacre cerimonie con la suddetta reliquia, fino a che rimase in carica.
Nuovi studi questa volta sul sigillo arcivescovile in ceralacca rossa dell'ampolla hanno portato il rintracciamento del suo proprietario, si tratta infatti dell'arcivescovo Antonio Salomone che tra il 1858-59 pose il suo sigillo sull'ampolla, dopo essere passato per Angri, in visita pastorale. Secondo questo nuovo studio la reliquia apparterrebbe quasi certamente ad un gruppo di oggetti sacri lasciati in dono come ex voto dal re Carlo I d'Angiò, nel 1265, alle monache dell'ordine benedettino del monastero di Sant'Arcangelo di Baiano (attualmente non più esistente). Secondo la narrazione storica della vita del santo, il sangue o una parte di esso sarebbe stato trasportato dal luogo di morte alla città francese di Bazas, da qui il regnante angioino lo avrebbe poi portato a Napoli insieme ad altre preziose reliquie. Successivamente le reliquie divennero parte del patrimonio di re Carlo III di Borbone nel 1759 e poi della collezione di re Ferdinando I di Borbone.
Ristrutturazioni avvenute all'interno e all'esterno della collegiata nel corso degli anni
Nell'anno 2000 è stata fatta restaurare dal sacerdote della collegiata don Vincenzo Leopoldo Battista l'antica torre parrocchiale-campanaria con l'orologio solare, annessa ad un altro antico edificio religioso e facente parte tuttora della collegiata, dallo gnomonista Giovanni Paltrinieri.
Tra il 2017 e la prima metà dell'anno 2018 sono state restaurate due delle tre statue in marmo di Carrara presenti anticamente nella lunetta della collegiata di San Giovanni Battista, datate XVI secolo e collocate all'interno della collegiata, vicino al quarto altare minore alla destra di quello maggiore. Nonostante il restauro, alcune loro parti sono andate perdute come la testa del Bambino Gesù o il braccio sinistro di San Giovanni Battista, a causa delle esplosioni delle bombe che colpirono la città di Angri durante il settembre del 1943.
Dopo il sisma del 23 novembre 1980 vennero effettuati degli interventi di ristrutturazione urgenti alla facciata della collegiata seguiti dalla sovrintendenza ai monumenti ed il provveditorato alle opere pubbliche della Campania e alla sovrintendenza del B.A.A.A.S. (beni ambientali, architettonici, artistici e storici) delle provincie di Salerno e di Avellino però, solo nel 1984 vennero eseguiti dei lavori di consolidamento e di ristrutturazione dell'intera struttura della collegiata tra cui anche i locali della confraternita di Santa Margherita di Antiochia.

Tra il mese di settembre del 2019 sono partiti i lavori di restauro del campanile della collegiata e sono terminati all'inizio del mese di gennaio del 2020.

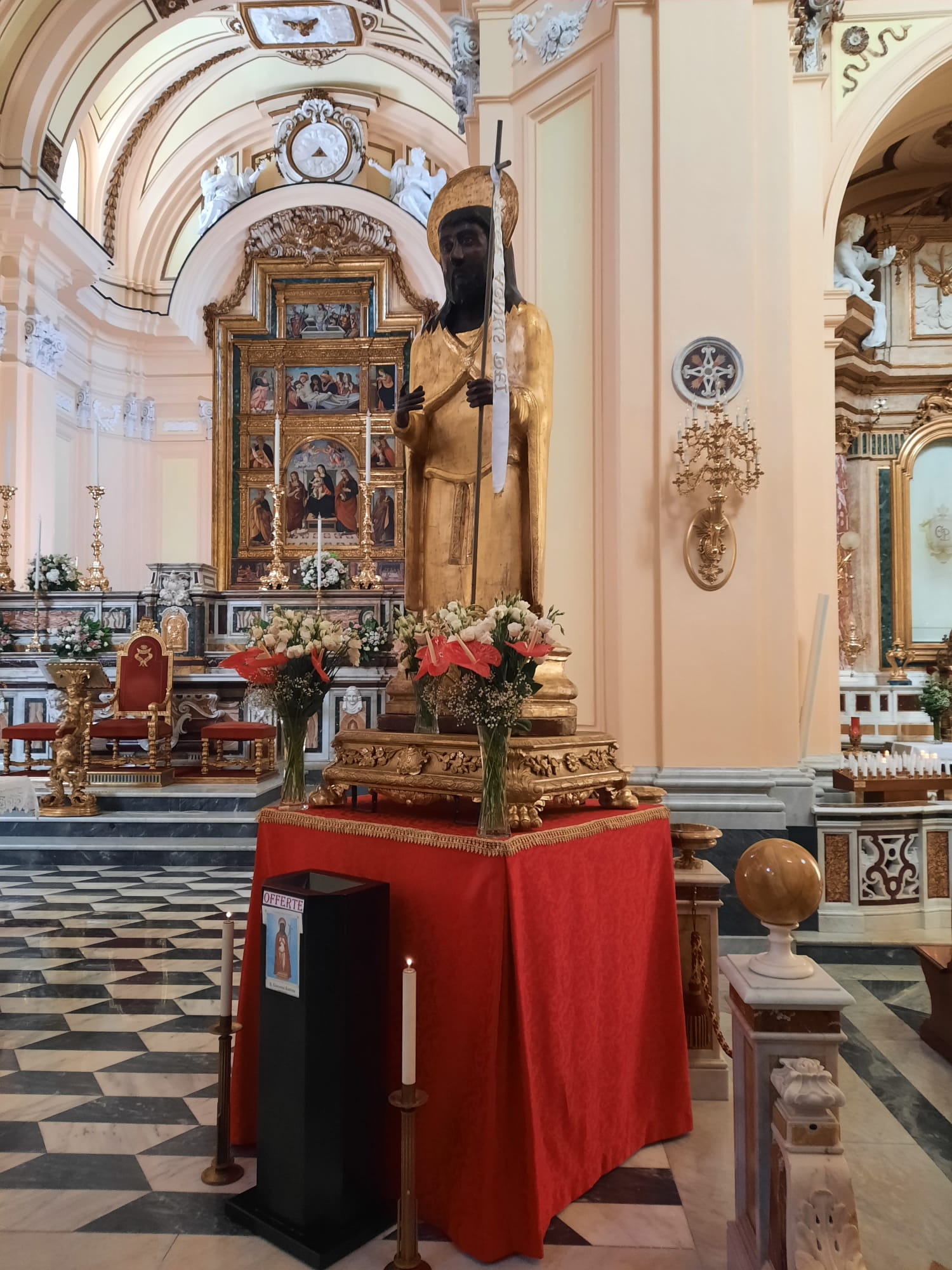
Statua lignea di San Giovanni Battista senza il manto rosso esposta nei pressi dell’altare maggiore della collegiata omonima, prima della sua vestizione (periodo che antecede la festività patronale del santo e della festa ad Angri, circa 1 mese prima 24 maggio fino alla sua ricorrenza).

Furti, ruberie e danneggiamenti all'interno della collegiata
Per la forzata chiusura a seguito del terremoto del 23 novembre 1980, la collegiata ha subito diversi furti di opere d'arte e di alcuni suppellettili.

Nella notte del 9 novembre del 2013 il sottotetto della collegiata venne colpito da un fulmine che creò un principio di incendio che venne subito domano dai vigili del fuoco accorsi immediatamente sul posto. L'incendio non provocò grossi danni e il sottotetto della collegiata nei giorni successivi venne fatto aggiustare.

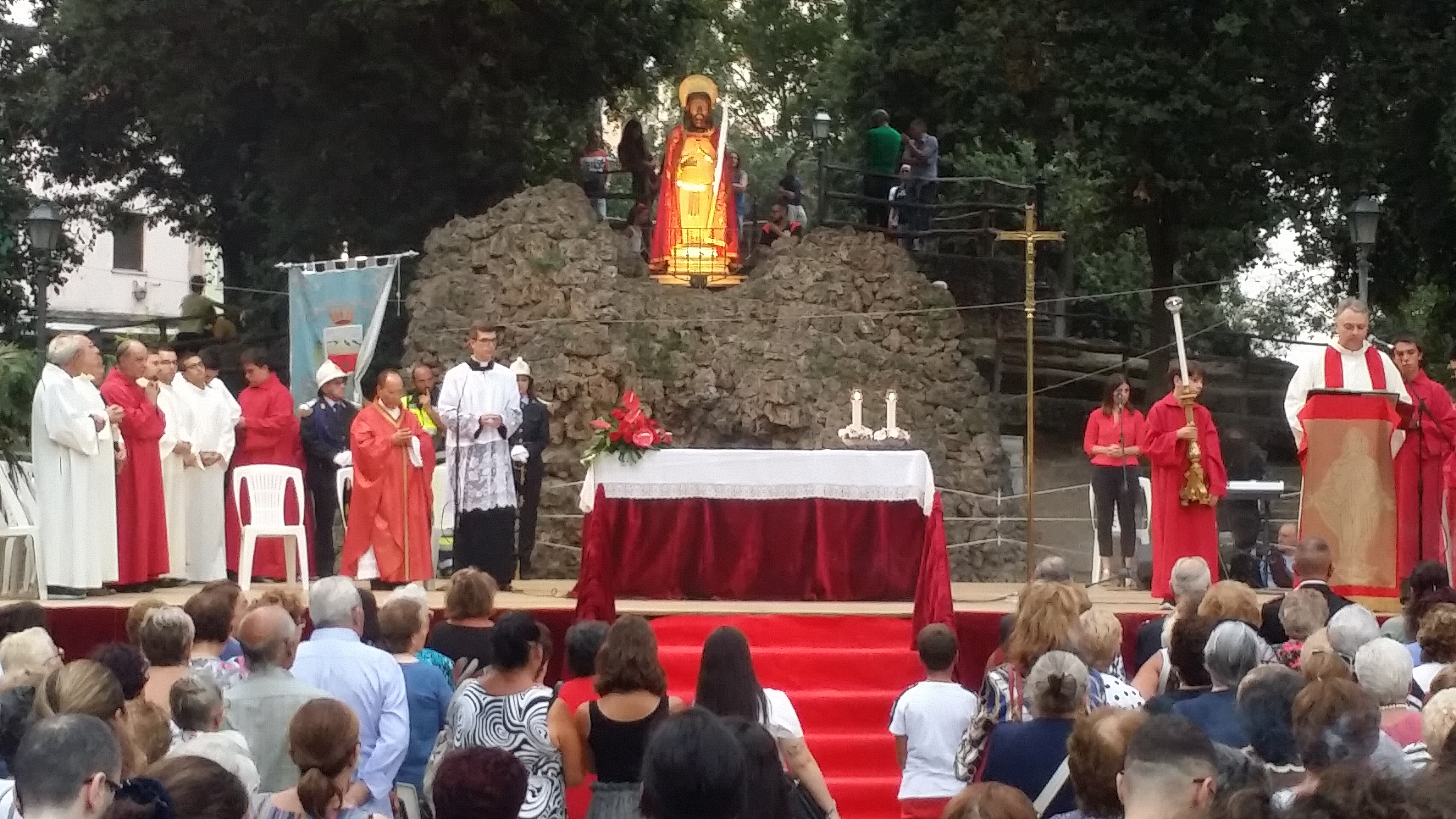
Momento della storica messa in onore di San Giovanni Battista durante la sua ricorrenza, nella villa comunale di Angri. La consuetudine annuale vede lo svolgersi della santa messa con la statua del santo che viene posta sopra l'ingresso della a' muntagnella (la montagnella), indicante il piccolo rilievo artificiale fatto eseguire dai principi Doria, durante il loro governo (principato) passato sulla città.

La festa patronale e la ricorrenza della decapitazione del santo
Ogni 24 maggio, un mese prima della nascita di San Giovanni Battista, c'è una ricorrenza religiosa nella quale vengono alzati dei quadri con la sua immagine nelle vie più antiche e principali della città. Il sabato della settimana del 24 maggio viene indetta una messa serale dopo la processione religiosa in via Crocifisso dove viene alzato e scoperto un quadro raffigurante la statua lignea di San Giovanni Battista.
Ogni due settimane prima della ricorrenza della festa patronale di San Giovanni Battista, la statua del santo viene spostata dalla sua nicchia e viene messe sull'altare maggiore dove successivamente viene rivestita di un alto mantello rosso che fino agli anni '70 con il quale esce durante le processioni. Tutti i 24 giugno viene celebrata la natività di San Giovanni Battista sia come festa parrocchiale che come festa patronale. I festeggiamenti durano circa una settimana durante la quale la statua del santo esce dalla chiesa madre e compie la tradizionale peregrinatio (peregrinazione) nelle vie principali cittadine, delle chiese e nelle zone periferiche di Angri. Era consuetudine fino agli anni '60 di appendere al mantello della statua le banconote delle offerte dei fedeli. È anche consuetudine far indire una messa nella villa comunale con la statua di San Giovanni Battista sulla montagnella (piccolo rilievo) durante questo periodo della peregrinazione.
Al termine della festa, la statua di San Giovanni Battista viene riportata nella collegiata ed esposta al pubblico sull'altare maggiore per l'adorazione dei fedeli, ogni 24 giugno fino al 29 agosto e ne viene tolto anche il rosso mantello.
Con la conclusione delle festività vengono anche calati i quadri rappresentanti il santo dalle vie cittadine e viene riposizionata la statura del sento nella sua nicchia personale che si trova alla sinistra dell'altare maggiore. Tutti i 29 agosto viene ricordata la sua decapitazione ad opera di Erode Antipa.

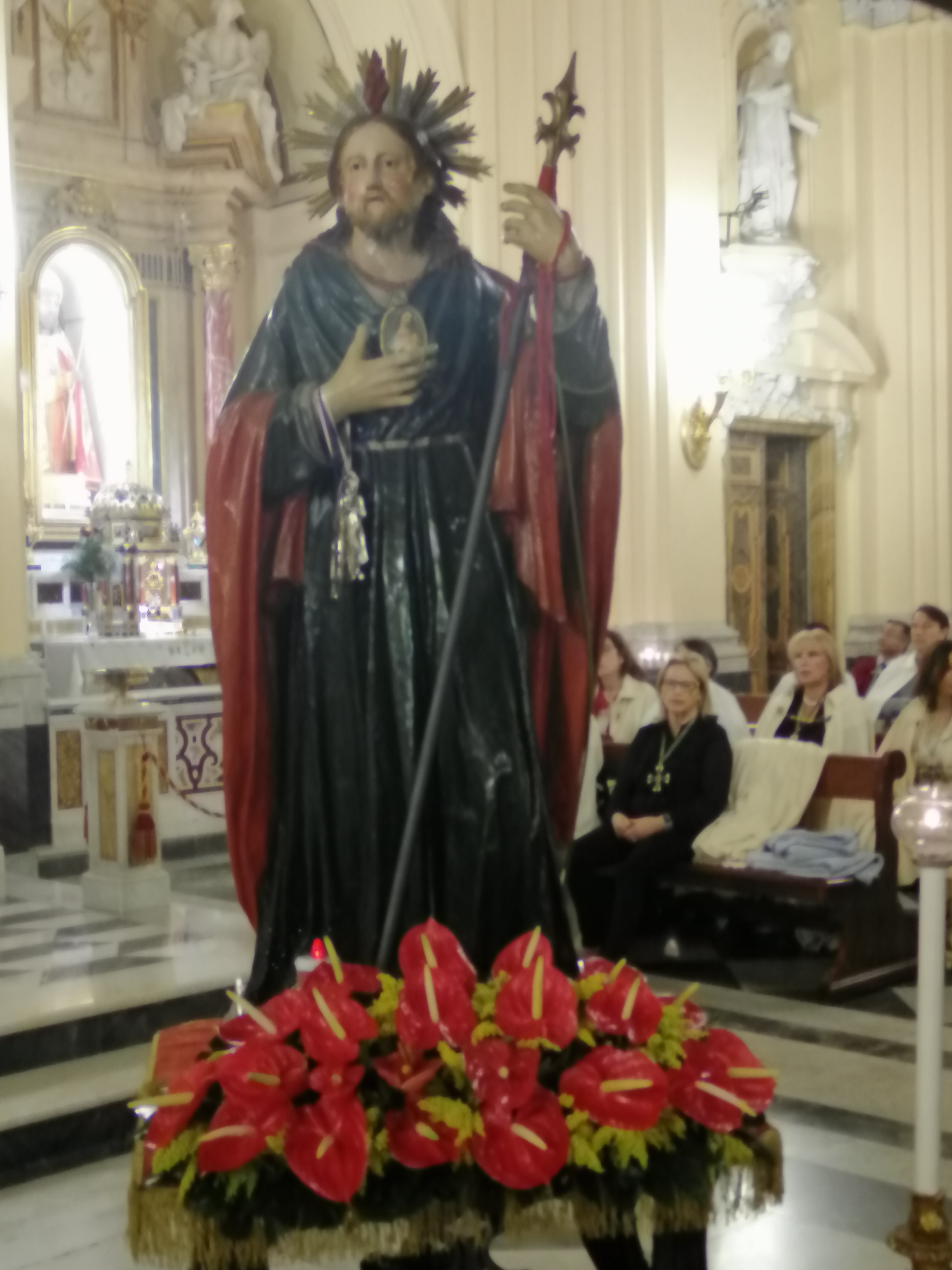
Statua lignea policroma, raffigurante San Giuda Taddeo Apostolo, traslata dalla vicina Cappella - a lui dedicata - alla Collegiata chiesa di San Giovanni Battista, durante la ricorrenza, 28 ottobre, del Santo.

Festività di San Giuda Taddeo apostolo
Ogni 28 ottobre, viene celebrata la natività di san Giuda Taddeo apostolo all'interno della collegiata, con solenne messa e processione della statua del santo. La processione ha inizio dalla cappella dove la statua è conservata tutto l'anno, giungendo poi alla collegiata di San Giovanni Battista e, successivamente, con il rientro della statua del santo nella sua cappella originaria.

## Descrizione
L'ubicazione della chiesa e la sua composizione esterna
L'attuale collegiata di San Giovanni Battista è stata eretta su una precedente chiesa dedicata a San Michele arcangelo, più piccola di dimensioni. Lungo la parte sud-est della chiesa vi erano le mura e il fossato, entrambe scomparse dopo l'espansione della città, intorno al XIX secolo. La chiesa aveva una struttura limitrofa, era la casa parrocchiale nata nel XV secolo, ora diventata una sagrestia, sul lato sud, mentre sul lato nord sorse una struttura campanaria tuttora esistente. Una piccola piazza sorge intorno e nei pressi della collegiata ribattezzata con il nome dello stesso santo patrono di Angri, in essa vi è un'edicola sacra di grandi dimensioni chiusa da un cancelletto di San Giovanni Battista in mosaico policromo. La sua facciata è unica in tutto il meridione, essendo stata rifatta in bugnato di piperno liscio tagliato a cuscino.
Alla sua fondazione venne eretta in stile architettonico romanico presentando una facciata a salienti.

Nel 1475 venne completamente ristrutturata e ampliata in stile rinascimentale e re intitolata a San Giovanni Battista, successivo patrono locale di Angri. In quest'anno la chiesa ottenne il titolo di collegiata.
Il campanile

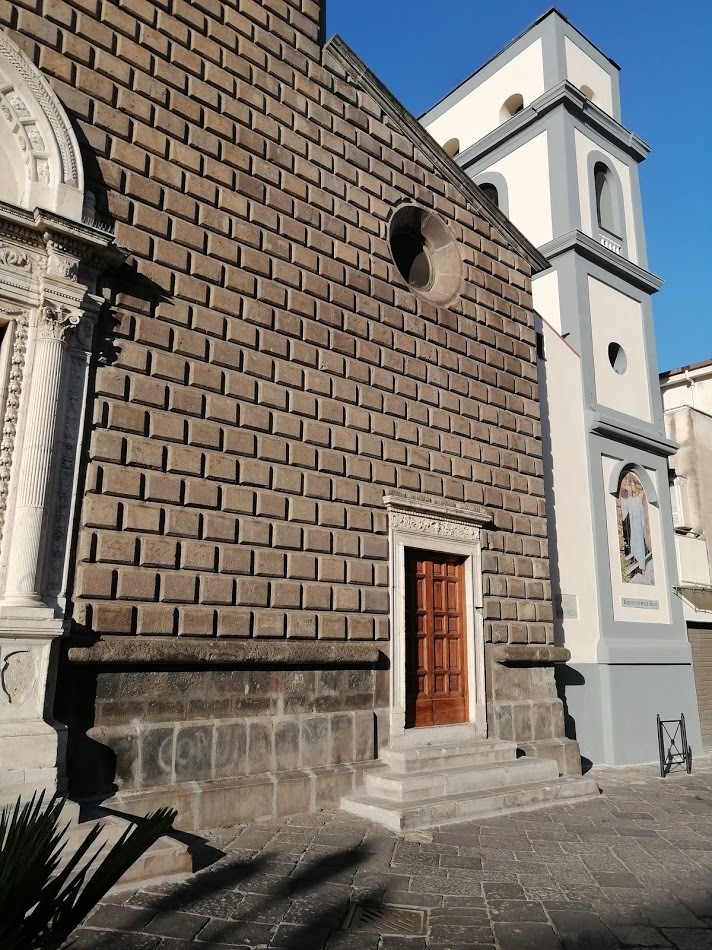
Parte della facciata a bugnato (di piperno tagliato a mattone) della Collegiata di San Giovanni Battista con l'annessa torre campanaria. È visibile un'edicola del Cristo risorto in basso realizzata in tempi recenti, durante l'ultimo restauro del campanile.

Sul lato nord della collegiata è presente il campanile annesso.
È formato da una torre rettangolare suddivisa in quattro ordini (parti), oltre ad una parte 5 basamentale. Vi sono poi delle cornici aggettanti (che sporgono di fuori dai bordi) e con aperture ad arco ai 4 livelli della torre campanaria. La struttura in muratura continua è direttamente collegata al muro perimetrale della collegiata, in corrispondenza della prima cappella interna di destra.
Il campanile, così come la collegiata è realizzata attraverso la continuità della cortina muraria che esisteva anticamente nel centro storico di Angri.
È stato oggetto di restauro tra il mese di settembre 2019 e terminato a fine del mese di gennaio del 2020. Durante quest'ultimo restauro è stata creata un'edicola sacra che raffigura il Cristo risorto, posta quasi presso la base e di dimensioni umane.
La statua del patrono
La statua lignea, secondo una leggenda, fu costruita da un marinaio di una flotta bizantina in viaggio verso la costa campana; durante la traversata, si dice che alcuni marinai di un'altra nave rubarono la statua, mossi dall'invidia per la velocità del battello su cui il prezioso legno era collocato. Gli invidiosi marinai tentarono di bruciare la statua, ma invano; non contenti di ciò, essi misero il legno su di un carro, che, trainato da buoi, si fermò in aperta campagna. In quel punto esatto fu eretta la collegiata dedicata al Battista.
Al giorno d'oggi la statua lignea, adornata da un manto rosso e oro, è il principale elemento di venerazione da parte della popolazione angrese. A San Giovanni Battista gli si attribuiscono molti miracoli tra cui l'aver salvato gli angresi da calamità naturali quali la peste del '600 e i propizi e abbondanti raccolti.
È ancora vivo nel ricordo degli anziani, il miracolo compiuto dal Battista durante l'ultima eruzione del Vesuvio del 1944. Angri fu colpita da una incessante pioggia di lapilli che minacciava non solo l'incolumità degli abitanti ma anche i raccolti. Appena San Giovanni apparve sul sagrato della Collegiata, la pioggia di lapilli, cessò improvvisamente.
Fino agli anni'60 nella processione di giugno, l'antica statua lignea di San Giovanni Battista, ricoperta interamente da banconote, veniva accompagnata da San Giovanniello il busto argenteo del Patrono, che veniva posto nel Maio un particolare carro allegorico intessuto con la paglia, che serviva a raccogliere le primizie dei campi. A conclusione dei festeggiamenti, le primizie venivano date alle donne gravide, come segno di protezione e benedizione da parte del Santo. La tradizione vuole che il volto del Battista, sia stato "oscurato" dal fumo di migliaia di batterie, fatte esplodere ogni anno al Suo passaggio.
Il legno rappresenta altresì la statua processionale, che in occasione della festa del 24 giugno, esce dalla chiesa madre e compie la tradizionale "peregrinatio" per l'intera città, sia nelle vie cittadine, sia nelle zone periferiche. Successivamente, viene riportata nella collegiata ed esposta al pubblico per l'adorazione dei fedeli.
Nel 2007 la statua del santo patrono ormai corrosa dal tempo è stata restaurata presso l'università Suor Orsola Benincasa di Napoli.
Il 15 giugno 2016 grazie alla generosità del comitato dei solenni festeggiamenti è stato fatto un nuovo manto che San Giovanni indosserà quando sarà esposto nel suo simulacro.

In ogni messa serale, per tradizione dopo di essa si recita una preghiera dedicata interamente al santo patrono di Angri.
Il busto argenteo

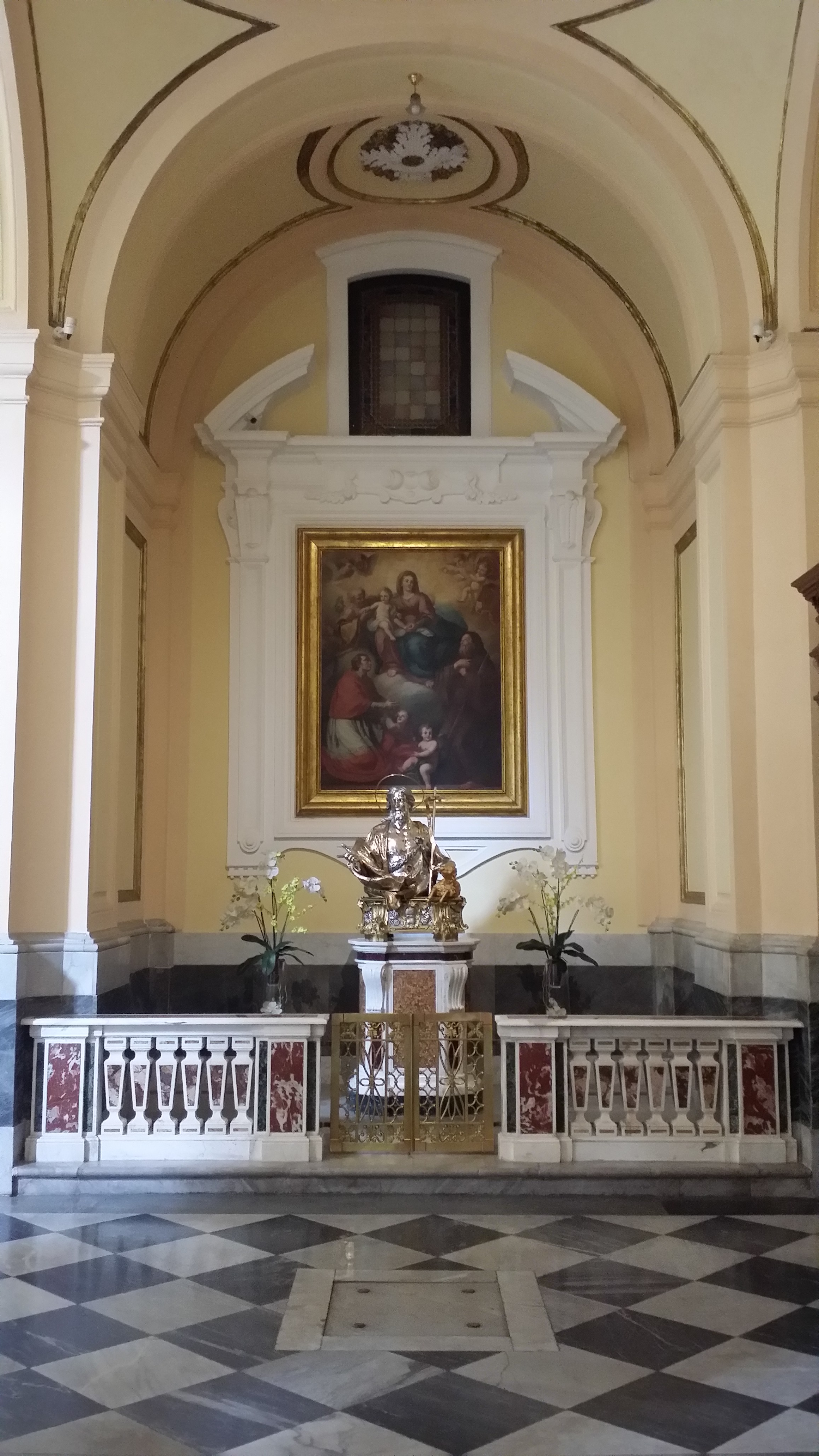
Il busto argenteo di San Giovanni Battista, detto San Giovaniello, posto in una nicchia della collegiata, realizzato nel 1718-1719 dagli argentieri napoletani Nicola Avitabile e Giacomo Colombo.

Il busto argenteo, invece, di valore ancor più importante della statua lignea, è un capolavoro di arte scultorea. Esso fu scolpito nel 1719 dagli argentieri napoletani dell'epoca e raffigura il Battista con l'agnello, la croce e la mano indicante il Cristo "agnello di Dio"; dopo il sisma del 1980, tale agnello, ricoperto di oro, fu trafugato da ignoti.

Nel dicembre 2013, nella Collegiata si è tenuta una celebrazione, presieduta dal vescovo diocesano, durante la quale un nuovo agnello dorato è stato riposto nella sua collocazione originale: l'operazione è stata possibile grazie al contributo di un finanziatore locale. Il busto è stato esposto in una mostra dell'oreficeria napoletana tenutasi in Brasile nel 2014.
Gli altari

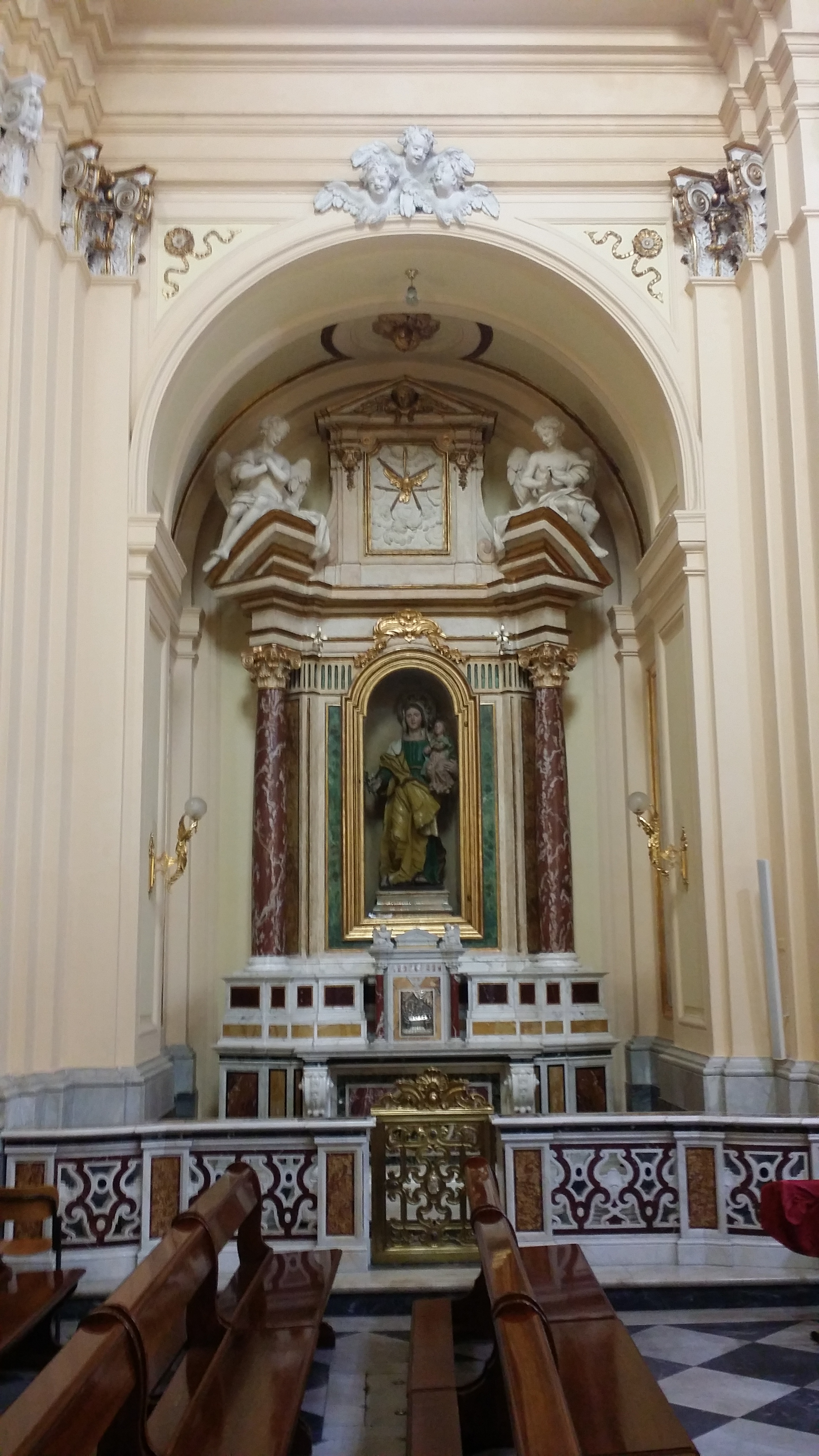
Altare minore di Sant'Anna situato nella collegiata e presente alla sinistra di quello maggiore.

L'altare maggiore è di notevole bellezza artistica; la mensa, collocata al centro di un largo presbiterio, è in posizione sopraelevata rispetto al piano dei fedeli; sul lato sinistro dell'altare troviamo l'ambone (di recente costruzione) e il crocifisso ligneo risalente al XIII-XIV secolo. La zona accessibile ai soli presbiteri è racchiusa da alcune colonnine in marmo di Carrara, sormontate da coppette, che ospitano spesso composizioni floreali. Stando a documenti storici rinvenuti in archivio, nell'Ottocento venivano celebrate presso questo altare quasi 800 messe.
Alla destra dell'altare maggiore, è situato l'altare del Santissimo Sacramento e di San Giovanni Battista. Il tabernacolo, costituito da marmi, oro e pietre dure, è incastonato all'interno di un altare che vede alla sua sommità la nicchia che ospita la statua processionale del Santo patrono di Angri. Il suddetto tabernacolo, di ingente valore economico, è stato voluto fortemente dall'attuale parroco della Collegiata, monsignor Leopoldo, ed è stato portato a termine nel febbraio 2013. La teca alla sommità dell'altare, che ospita la statua lignea, è accessibile anche dal retro, ovvero dalla sagrestia.
Nella parte opposta dell'altare del Santissimo, ovvero alla sinistra dell'altare maggiore, è presente l'altare di Sant'Anna, che ospita una statua lignea raffigurante la santa, nonna di Gesù Cristo. La statua, mai esposta al culto da vicino, è racchiusa anch'essa in una teca (non accessibile dal retro), e posta alla sommità di un altare del tutto simile a quello di San Giovanni, ma diverso per l'assenza del tabernacolo. La suddetta statua è stata riportata all'antico splendore nell'anno 2021 per volere del parroco mons. Vincenzo Leopoldo, che intuendone il valore artistico e storico, ne ha commissionato il restauro.
Oltre a questi tre altari maggiori, lungo tutte le cappelle sono presenti otto altari minori. Questi, un tempo molto più in considerazione di oggi, ospitano complessivamente sette tele ed una statua, quella di Sant'Alfonso Maria De' Liguori. Nei secoli passati, ognuno di questi altari ospitava funzioni liturgiche ed era singolarmente curato da un "sagrista" o "sagrestano (anche detto sacrestano)". Le tele situate sui vari altari minori raffigurano: nella navata sinistra, l'Addolorata, Sant'Antonio, la Madonna di Montevergine e Santa Margherita d'Antiochia, mentre nella navata destra, San Gaetano, Santa Rosa da Lima e San Giuseppe (su questo lato è presente l'altare con la statua di Sant'Alfonso).
Il polittico e le tele del soffitto
La collegiata possiede alcune tele, un certo numero delle quali sono disposte nel polittico situato nel retro dell'altare maggiore ma in posizione sopraelevata, altre incorniciate nel cassettone, riccamente decorato da fregi e motivi vari.
Nella parte inferiore del politico è raffigurata la Madonna incoronata da due angeli e seduta in trono con il Bambino benedicente, con a lato San Giovanni Battista e San Giovanni Evangelista; ai lati di questo quadro ci sono due tele, una che raffigura San Paolo con la spada ed il libro e l'altra raffigurante San Pietro con le chiavi ed il libro.

Nella parte superiore del complesso pittorico sono presenti altre due tele: il Cristo morto in un lenzuolo trasportato al sepolcro da Nicodemo e Giuseppe di Arimatea alla presenza della Madonna e il Cristo risorto in piedi nel sarcofago tra i soldati. Ci sono poi quattro tele minori: il profeta Daniele, il profeta Isaia, l'arcangelo Gabriele con il giglio e la vergine Annunziata con la colomba dello Spirito Santo.
L'organo a canne

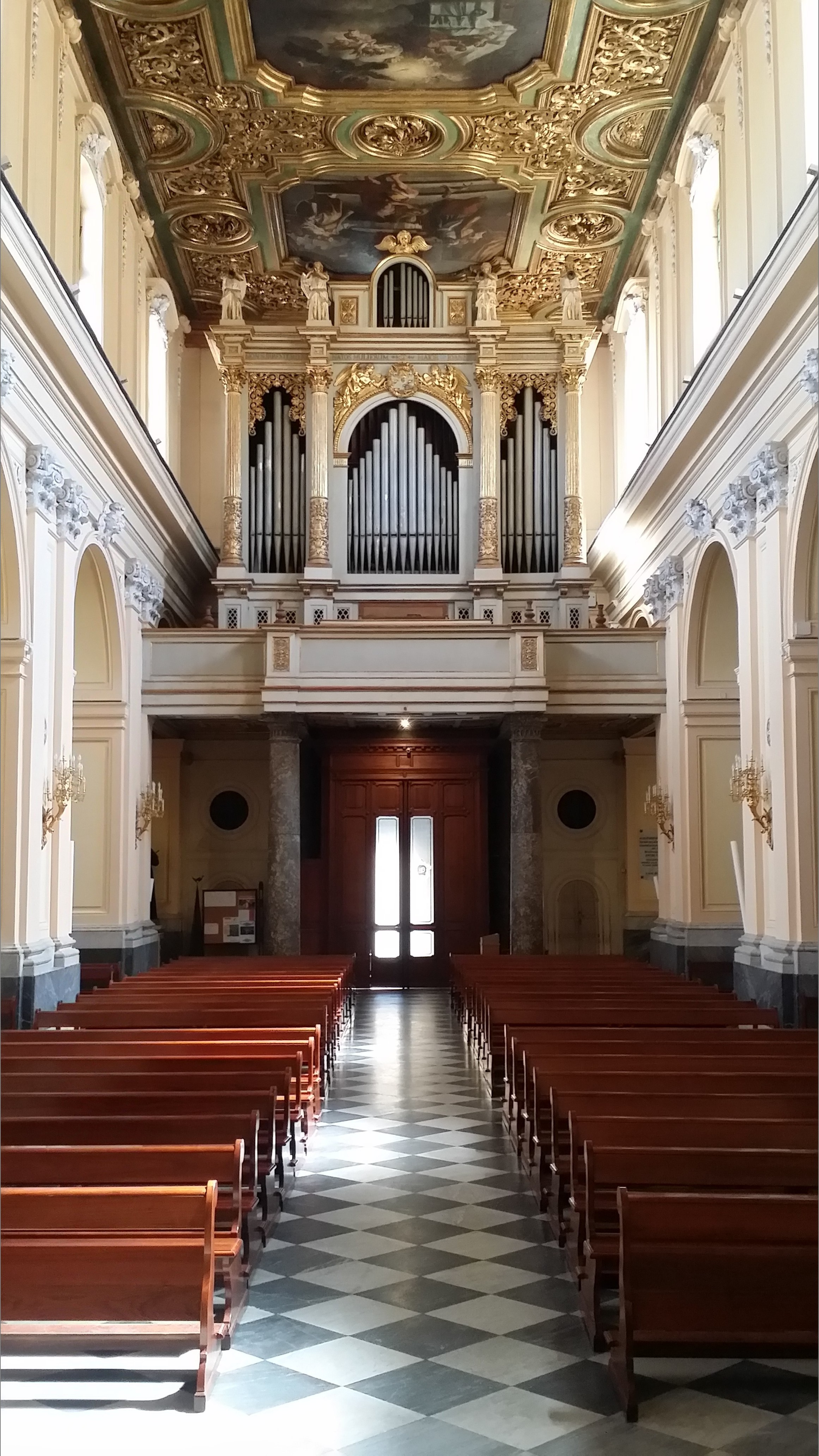
Antico organo a canne della collegiata, presente come per tradizione sopra l'ingresso principale delle chiese maggiori di una città, zona chiamata cantoria.

È presente un antico e grande organo a canne situato per tradizione sopra l'ingresso principale della collegiata, ovvero di fronte la navata principale, la cantoria, accessibile da 2 scale a chiocciole opposte, situate nei pressi dell'ingresso principale della collegiata. Le scale si trovano entrambe chiuse da 2 porte interne.

## La confraternita di Santa Margherita di Antiochia
La fondazione della confraternita
Intorno all'anno 1302 un cittadino angrese, un certo Ammiranti insieme a dei suoi accoliti devoti a Santa Margherita di Antiochia, chiesero ed ottennero dal clero locale il permesso di creare un altare minore, in alcuni locali posti a sud della collegiata di San Giovanni Battista. L'altare minore venne intitolato alla loro santa protettrice e successivamente i fedeli creeranno anche una confraternita ad Angri chiamata Santa Margherita di Antiochia vergine e martire.
Storia

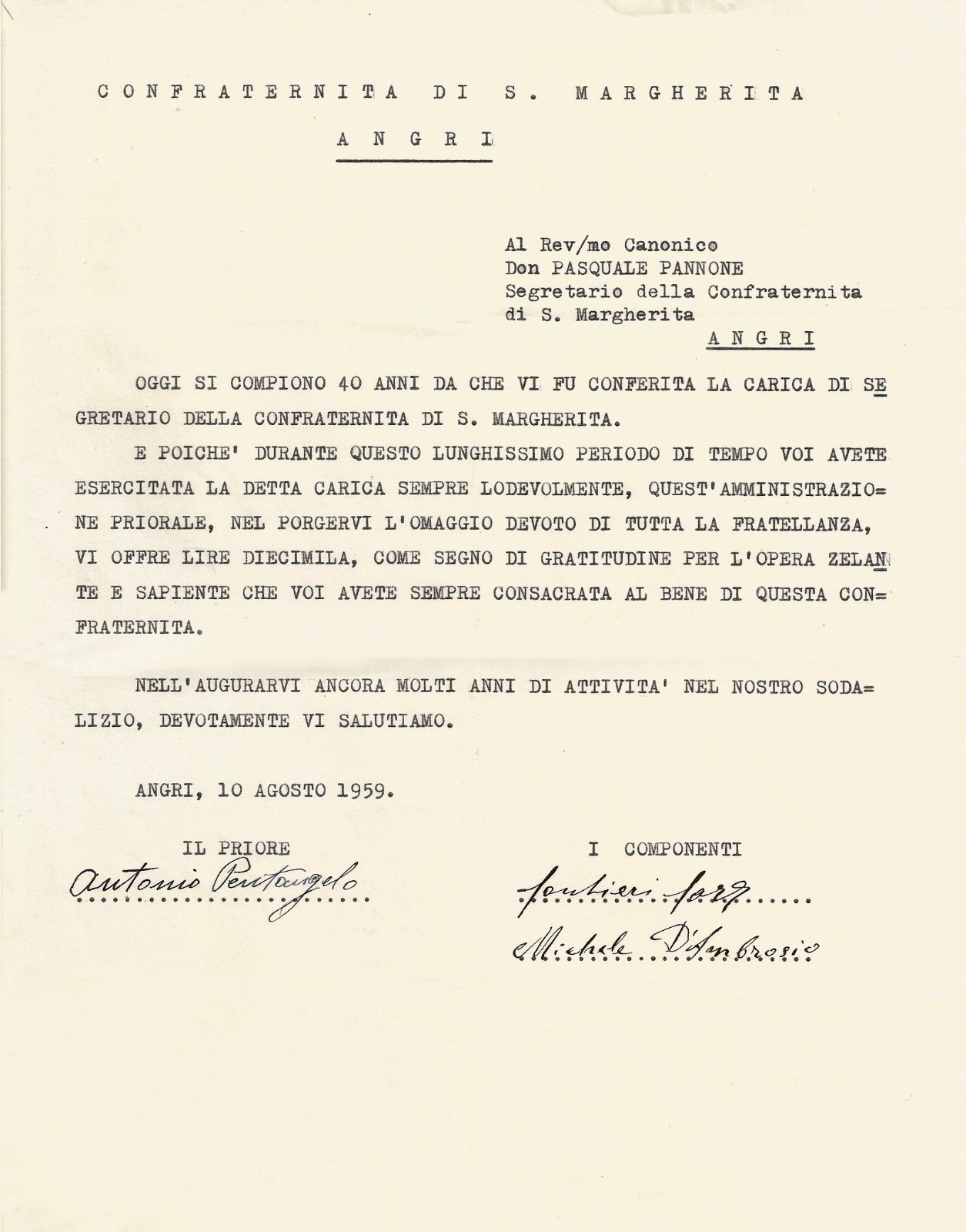
Documento inerente alla donazione di un omaggio concesso a Pasquale Pannone, per attività di segretario quarantennale della confraternita di Santa Margherita di Antiochia vergine e martire.

Il 6 gennaio 1562 l'abate della collegiata mons. Gian Vincenzo Barba effettua una ricognizione del cappellone (cappella minore all'interno di una chiesa dedicata ad un santo protettore di una confraternita religiosa) e questa viene annotata, è la prima notizia più antica e ufficiale dell'esistenza della confraternita.
È stato registrato nei registri ecclesiastici della collegiata che ci sono stati degli aumenti del tributo di due ducati annui per le messe celebrate sull'altare di santa Margherita diverse volte nella storia della confraternita fino all'estinzione ufficiale del debito avvenuta nel 1814.
Secondo lo storico canonico angrese Pasquale Pannone riferisce che la collegiata istituì un Monte dei Morti nel 1629, ovvero la possibilità ai confratelli di avere dei vantaggi rispetto al resto dei fedeli cattolici quali: possibilità di essere sepolti in chiesa, messe dedicate, preghiere e altro, pagando una retta mensile alla stessa confraternita.
In data 25 febbraio 1631 viene redatto un contratto da il notaio D. Domenico D'Antonio Graziano nel quale, viene detto che la collegiata di San Giovanni Battista concede la gestione del Monte dei Morti alla confraternita, in cambio l'abate e i canonici della collegiata riceveranno i proventi generati dal Monte, ciò avverrà fino al 1801.
A causa della peste del '600 il numero degli iscritti alla confraternita di Angri diminuisce sostanzialmente per le molte morti di cui è colpita anche la comunità angrese.
Nel 1704 si registra che la quota di ingresso nel Monte dei Morti è fissata in 10 grani.

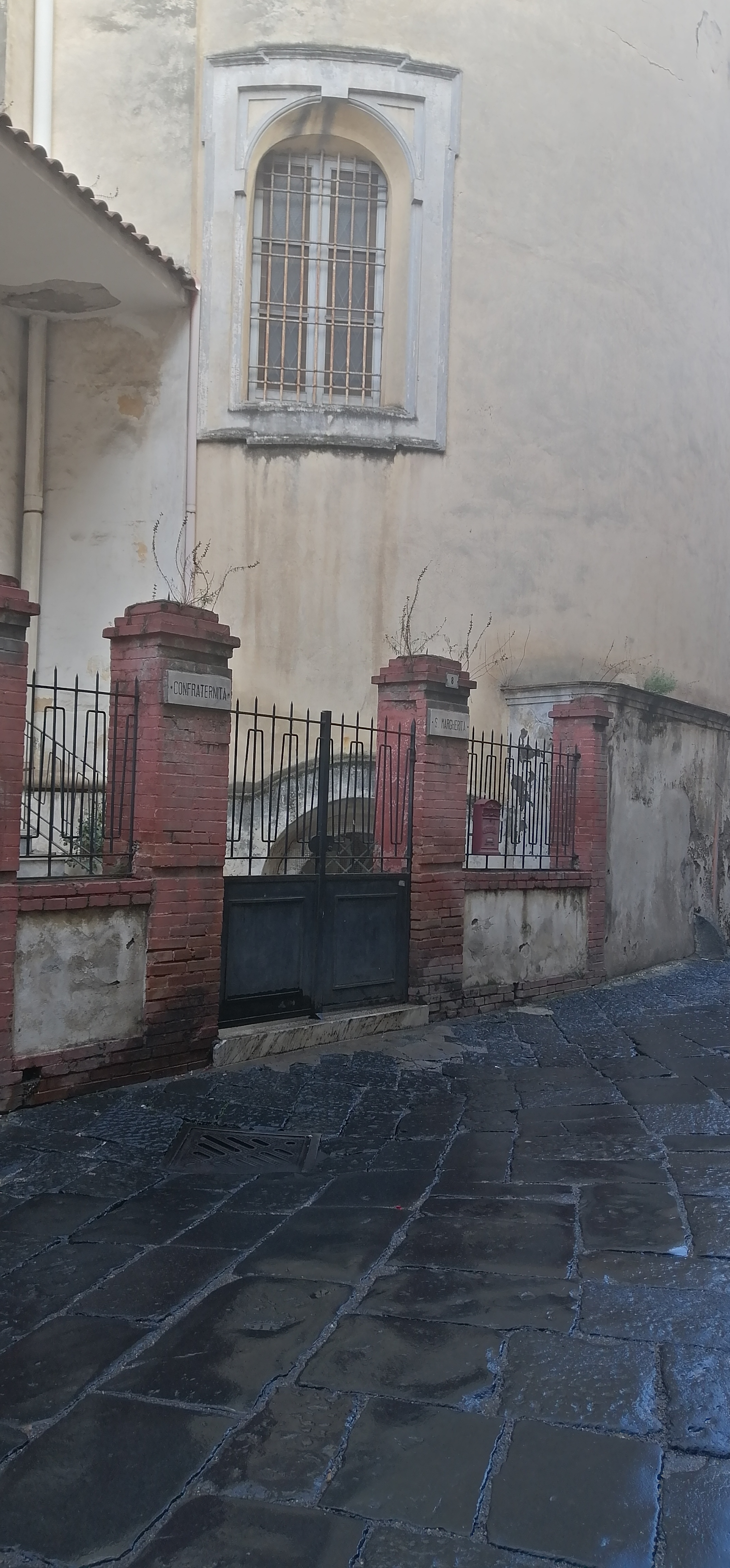
Ingresso posteriore alla collegiata di San Giovanni Battista della confraternita di Santa Margherita di Antiochia vergine e martire.

Viene registrata un'importante donazione alla confraternita nell'anno 1753 di un terreno retrostante il braccio meridionale della crociera della chiesa di San Giovanni Battista, in tal modo gli adepti riescono anche a costruire la cripta e il cimitero della confraternita l'anno seguente. Il 21 luglio dello stesso anno si sancisce un disposto borbonico, la confraternita presenta al re Carlo III di Borbone l'istanza dell'approvazione dello statuto emanato da lui.
Nell'anno 1784 si registrano la celebrazione di 78 messe annue per l'anima dei confratelli defunti che costano 15 ducati e 6 carlini. Inoltre, da un istrumento del 12 luglio di quest'anno redatto dal notaio Giuseppe De Vivo, si scopre che la fondazione della confraternita risale al XIV secolo inoltre, viene riscoperto dallo stesso notaio attraverso un rogito vecchio che un suo collega notaio del passato, il notaio Giovannandrea Graziano, in data 13 ottobre 1591 stabilì per contratto il mantenimento della confraternita a 10 ducati annui. Viene stabilito sempre dal notaio Giuseppe De Vivo sempre nel 1784, con lecito accordo fra l'abate della collegiata di san Giovanni Battista e i membri della confraternita che debbano pagare per il mantenimento della stessa 10 ducati e 3 carlini annui, poi con un accordo successivo sempre fra le parti si passa a 15 ducati annui, la scadenza del pagamento viene fissata in data 8 settembre di ogni anno.
Nel 1805 vengono celebrate 360 messe annue, 78 messe sono dedicate ai confratelli spirati, vengono poi divise le due contabilità della confraternita, quella del Monte dei Morti e quella inerente alle messe generiche.
Durante l'occupazione napoleonica del Regno di Napoli Giuseppe Bonaparte nel 1806 con un decreto si dispose la confisca dei beni e la soppressioni di numerosi istituti ecclesiastici su tutto il territorio del regno e il patrimonio della confraternita venne incamerato nell'erario statale. Fino a quest'anno si riscontra una celebrazione di 720 messe annue per le anime dei confratelli morti.
Con un decreto datato 23 gennaio 1812 i beni della confraternita vengono destinati alla pubblica beneficenza del regno.
Un altro decreto regio datato 1814 dispose la cessione dei beni della confraternita al Regio Liceo di Salerno contro l'obbligo di pagare annualmente alla confraternita la somma di ducati 171,40 per le spese di culto religioso.
Nel 1829, vengono assegnati dei censi e vari appezzamenti di terreno tramite un rogito stilato da un notaio di Salerno, in questo modo si inizia a ricostruire il patrimonio della confraternita.
Nel 1849 si pagano 10 ducati al clero per l'accompagnamento del defunto facente parte in vita della confraternita da casa sua alla chiesa con l'obbligo dei confratelli di cantare una litania religiosa la libera in casa e in chiesa e di celebrare 18 messe piane e 2 cantate.
Con la circolare nº 7701 del 1º ottobre 1856, il Consiglio Generale degli Ospizi richiede a tutte le confraternite del principato Citeriore di trasmettere gli atti di fondazione delle loro confraternite, allo scopo di definire, in base all'anno di costituzione di ogni sodalizio, l'ordine da dare nelle processioni. Viene data una risposta al consiglio che gli atti richiesti sono andati persi e che si chiede la sanatoria firmata direttamente dal re, il re Ferdinando II di Borbone la firma di persona il 25 luglio del 1857.
Il 24 marzo 1860 si delibera alle autorità ecclesiastiche superiori di chiedere il cambio del titolo da confraternita ad arciconfraternita.
Il 27 luglio 1863 il prefetto incaricato di analizzare la richiesta del passaggio da confraternita ad arciconfraternita nega questo cambio perché reputa che i requisiti della confraternita di Santa Margherita siano insufficienti.
Dopo l'applicazione della disposizione del governo italiano nel quale viene detto che viene applicato un divieto perenne di seppellire i propri morti nelle cripte delle chiese, il 3 febbraio 1878 la confraternita decide di creare una propria cappella al cimitero vecchio di Angri, per la costruzione di tale cappella al cimitero si decide di utilizzare il denaro investito nel libro del debito pubblico della confraternita, viene chiesta l'autorizzazione alle autorità competenti, l'stanza però non viene accolta.
Il 17 luglio 1890 viene promulgata una legge che obbliga le varie confraternite religiose a darsi uno statuto interno, una bozza dello statuto era già stato stilato il 21 luglio del 1753 ma una ufficiale non ancora, per la promulgazione del nuovo statuto lo studio richiederà alcuni anni.
Con la disposizione prefettizia nº 11979 del 23 aprile 1926 viene stabilito che tutti i salariati e stipendiati della confraternita sono tenuti a prestare giuramento alla corona savoiarda con una formula fatta preparare in merito.
Nel 1914 viene stilato il nuovo statuto della confraternita.
Nel 1926 viene ridisegnata la nuova pianta organica della confraternita.
Nel 1978 venne effettuati dei lavori di ampliamento del cimitero angrese si delibera per la costruzione di una cappella privata della confraternita per la sepoltura dei confratelli scomparsi. L'opera viene fatta iniziare dal priore dell'epoca Nicola D'Antuono e i lavori eseguiti per la creazione della cappella cimiteriale terminano il 30 maggio 1980.
Composizione interna ed esterna della confraternita
Per accedere alla confraternita di Santa Margherita si poteva entrare dall'oratorio situato nella stessa collegiata di San Giovanni Battista, più specificamente nel transetto dell'altare minore dedicato a Santa Margherita d'Antiochia, il secondo accesso alle sale della confraternita si trova invece nella strada dietro la collegiata, in via canonico Alfonso Maria Fusco, vi è un cancello con dietro una gradinata, dopodiché c'è una porta che conduce ad un androne dal quale, a destra, si accede nuovamente alla sala dell'oratorio, a sinistra invece, saliti alcuni gradini, prima della sagrestia e attraverso questa, nell'archivio dotato di servizi della toilette.
Al disotto della sagrestia, con accesso diretto alla strada, ci sono dei locali destinati ad uso abitativo.
Al disotto dell'oratorio vi è un locale che in precedenza era destinato alla sepoltura dei soli confratelli associati alla confraternita, ovvero il cimitero della confraternita, vi si può accedere solamente passando dalla chiesa di San Giovanni Battista mediante una coppia di scale simmetriche che partono dal transetto poste ai lati dell'altare di Santa Margherita. Anche in questo locale vi è un piccolo altare situato nella parte meridionale, la parte che affaccia alla via canonico Alfonso Maria Fusco. Ci sono degli scolatoi per i cadaveri (gli scolatoi permettevano il degrado naturale dei corpi umani fino a farli diventare solo ossa) posti lungo le pareti ed il cimitero dal quale si accede mediante una botola. Nel locale che si trova aprendo la botola non è più possibile entrarci perché è stato ricolmo di terra.
Manutenzione, ristrutturazioni e decorazioni artistiche
L'odierno immobile di Santa Margherita è il frutto dei rimaneggiamenti di una struttura precedentemente costruita intorno alla seconda metà del '700, nonostante questo però ha conservato gran parte dell'impronta originaria della struttura religiosa precedentemente costruita, ovvero i locali adibiti ad uso religioso nella chiesa di sant'Angelo. Nel corso dei secoli i confratelli hanno fatto eseguire degli interventi di miglioramento artistico oltre che strutturale, in particolare al cappellone e alla stanza dell'oratorio. Secondo gli storici il canonico angrese Pasquale Pannone e Alfonso Falcone, nel 1540, venne realizzata la prima ristrutturazione della collegiata di San Giovanni Battista e fu realizzato per l'occasione anche il cappellone della sede della confraternita di Santa Margherita. In quell'occasione venne realizzato anche un altro locale all'interno della confraternita chiamato spogliaturo (spogliatoio), per consentire ai confratelli di potersi cambiare prima delle cerimonie religiose e delle processioni. In questi anni sotto l'ara (l'altare) della confraternita venne inizializzata in questo periodo la sepoltura dei confratelli defunti.
Non si hanno ulteriori notizie fino al 1753 quando, nel terreno della confraternita retrostante il cappellone, si costruisce il nuovo cimitero e la cripta.
Nel 1754 si iniziano i lavori di realizzazione dell'oratorio e termineranno solo nel 1757. Per erigere l'oratorio vengono utilizzate poi dei materiali provenienti da una vecchia chiesa sconsacrata e abbattuta intitolata a San Sebastiano, situata in località Pizzone, tra via Salice e Campora (oggi con nomi diversi).
Da un rogito scritto dal notaio Francesco Bardelli di Napoli, datato 19 gennaio 1785 si evince che i lavori per la creazione del nuovo altare di marmo nel cappellone vengono eseguiti dall'artista Antonio di Lucca di Napoli e dai suoi figli Carlo, Gennaro e Giuseppe.
Nel 1791 si commissiona al pittore Fedele Fischetti una tela d'altare della Vergine Maria tra gli angeli e le nuvole che mostra Gesù Bambino con Santa Margherita di Antiochia alla sua sinistra e San Giovanni Battista alla sua destra in ginocchio.
Nel 1837 viene annoverata la restaurazione di un crocifisso ma non si è scritto se è quello dell'oratorio.
Nel 1847 vengono fatti costruire dei cancelli in ferro e due sedili in noce.
Nel 1851 si arricchisce il cappellone con dei nuovi marmi.
Nel 1852 viene contattato l'artista e restauratore Luigi Capone per riparare il tetto e la tela grande sopra l'altare (di cui non si è trovata traccia negli archivi della confraternita), viene realizzata la sagrestia e vengono contattati Giovanni Desiderio (stuccatore) e Carmine Pantalone, infine vengono richiamati dei mastri falegnami e fabbri per eseguire delle restaurazioni varie all'interno dei locali.
Nel 1858 viene contattato il marmista Salvatore Mansione per eseguire dei lavori nella sede della confraternita.
Nel 1861 viene stipulato un contratto con lo scultore Ottaviano Travaglieri per la realizzazione dell'altare nell'oratorio.
Nel 1916 il vescovo Romeo della diocesi di Nocera Inferiore-Sarno dispone la ricostruzione del pavimento dell'oratorio perché sconnesso ma, l'intervento di ricostruzione verrà eseguito solo il 18 dicembre del 1925 e verrà eseguito dal marmista Francesco Pagano e diretto dall'ingegnere Gaetano De Angelis di Napoli.
L'archivio della confraternita
Vi è un archivio privato della confraternita di libri inerenti, perlopiù carattere teologico, custoditi sia all'interno della sagrestia e che in quelli dell'ufficio, con una raccolta di volumi che arrivano al numero di 250, sono volumi che risalgono alla metà del secolo XXI°. Per la conteggia dei volumi vi è un carteggio ben ordinato e di facile consultazione disposto in due ordini: del tipo amministrativo e di corrispondenza varia. In alcuni di questi volumi sono presenti le rette versate a partire dall'anno 1866, dal 1700 sono conservate un considerevole numero di fonti, tipo: ipoteche, rendiconti e ricevute varie, controversie con gli affittuari, elenchi dei censi, assegnazione di dottaggi o maritaggi a favore delle consorelle della confraternita. Sono anche presenti nello stesso archivio e su mobili diversi: registri di protocolli, timbri di varia natura, e documentazione risalente gli inizio del secolo XXI°.
Regole della confraternita
Le regole della confraternita sono state inizializzate e trascritte in un codice conservato ancor oggi nell'archivio della confraternita datato anno 1753. Alcune regole della confraternita riguardavano che in tutti i giorni di festa i confratelli si radunassero per svolgere le attività religiose, che si proibissero a tutti gli associati di effettuare delle opere servili (non degne della vita cristiana), che ogni prima domenica del mese i confratelli frequentassero insieme la santa messa prendendo insieme i Santissimi Sacramenti della confessione e della comunione, inoltre, se un confratello non si presentava per i soliti esercizi spirituali il priore della confraternita faceva in modo di ammonirlo fortemente.
Per tutti i credenti che volevano entrare nella confraternita si annovera che dovevano versare 10 carlini, se il nuovo iscritto aveva d'età dai 20 ai 44 anni invece, versava all'ingresso 20 carlini e se supererà i 45 anni infine ne doveva versare 30, successivamente il novizio doveva eseguire un noviziato che durava 6 mesi, dopodiché il priore lo proponeva agli altri confratelli che proposto all'intera congregazione e con maggioranza dei voti veniva infine accettato altrimenti respinto.
Se il novizio veniva a mancare prima di diventare un confratello gli veniva assegnata la sepoltura gratuita all'interno del cimitero della confraternita. Ogni mese tutti i confratelli dovevano pagare 2 grane e mezzo e se uno degli adepti mancava al pagamento veniva reso in contumacia e avrebbe perso i vantaggi della sepoltura consueta come per gli altri confratelli.
Ogni ultima domenica del mese di agosto si assisteva all'elezione di 3 ufficiali che accompagnavano il priore, infatti, ogni anno ne veniva eletto uno nuovo tra gli associati, dopodiché i 3 ufficiali eleggevano altri 3 ufficiali tra i confratelli a loro volta e successivamente si votava per chi sarebbe dovuto diventare il nuovo priore. Una volta eletto il nuovo priore gli assistenti di quest'ultimo eleggevano tutti gli altri ufficiali minori come i tesorieri, i mastri dei novizi, i mastri di cerimonie.
Ogni volta che il priore era assente se fuori paese o per malattia veniva sostituito temporaneamente dal primo assistente, se mancava anche quest'ultimo si procedeva al secondo assistente. Il suo sostituto inoltre si impegnava almeno 1 volta a l'anno a leggere in presenza degli altri confratelli le regole della confraternita.
La delibera nº 12 del 1899 dice che tutti i nomi dei confratelli presenti in essa dovessero essere ordinati per cognome.
L'architettura della confraternita
La struttura architettonica della confraternita di Santa Margherita è parte integrante della collegiata di San Giovanni Battista. Il suo oratorio è stato realizzato allungando il braccio meridionale della crociera della collegiata, ha una pianta ellittica ed è lungo 16.60 ed è largo 8.70 metri, l'altezza all'interno, misurata tra il pavimento, la volta e la cupola è di 13.35 metri. Il tetto è a capriate di legno e tegole con coppi a più falde che convergono sui centri dell'ellisse. Lo spessore delle pareti, costruite in muratura piena, è pari a metri 1.20 (1.55 nella parte centrale), sono assenti pilastri o archi.
La struttura all'esterno si presenta intonacata ed ha tinte giallo pallido e grigio, in corrispondenza dell'abside vi è un'edicola votiva. All'interno sono identificabili tre livelli, nel primo (dal pavimento fino a metri 2.50) con altare, sedili e stalli di legno, nel secondo (da metri 2.50 a metri 5.70) gli otto stucchi, raffiguranti delle sante, sei finestroni rettangolari ed infine, nel terzo livello (da metri 5.70 a metri 13.35) altre sei finestre ovali.
La cripta, seminterrato per due terzi, ha il soffitto articolato su tre cupolette a catino, su cui sono presenti degli affreschi, sorrette da otto pilastri binati che hanno la funzione di supportare anche il pavimento superiore. Al disotto della cripta vi è il cimitero vero e proprio, attualmente inagibile. Tra gli anni 1963 e 1964, sono stati creati dei locali ad uso abitativo. Al disotto dell'oratorio vi sono altri due locali (cripta e cimitero) mentre, sul versante occidentale sussistono infrastrutture ad uso abitativo (piano stradale), la sagrestia si presenta come un ufficio (si trova al piano superiore) mentre vi è un salone per scopi sociali (si trova al secondo piano).
I locali ed il salone adiacenti al lato occidentale dell'oratorio sono collegati fra di loro da una scala.
Opere artistiche conservate al suo interno
Nell'androne vi è una nicchia contenente una statua a mezzo busto di San Giuseppe con in braccio il Bambino Gesù. L'oratorio è decorato con marmi policromi, possiede un altare in legno con tre nicchie che custodiscono le statue in legno della Madonna delle Grazie al centro, di San Giovanni Battista a sinistra e Santa Margherita di Antiochia a destra di esso. Nella quasi totalità della stanza sono posti dei sedili in legno di antica e pregevole fattura, quello del priore della confraternita e dei suoi due assistenti, occupano la posizione opposta all'altare in questa stanza dell'oratorio. Nell'oratorio ci sono otto stucchi raffiguranti: santa Barbara, santa Caterina d'Alessandria, sant'Apollonia, santa Cecilia, sant'Agnese, santa Irene, santa Lucia e sant'Orsola. Vi sono sempre all'interno della stanza anche un crocifisso ligneo e decorazioni varie in alto nella volta.

## Eventi recenti
Restauri alle opere d'arte conservate nella collegiata
Nel maggio del 2018 dopo essere stato ultimato il restaurato del dipinto raffigurante la Madonna con in braccio il Bambino Gesù posta tra san Giacinto Odrowąż e gli angeli tutti intorno, è stato riportato nella collegiata e posto nel terzo altare minore, alla sinistra di quello maggiore. Il dipinto non era più presente in collegiata per via del terremoto del 1980, ed era stato custodito nella certosa di Padula fino al suo trasferimento nella collegiata di San Giovanni Battista di Angri.

## Galleria d'immagini

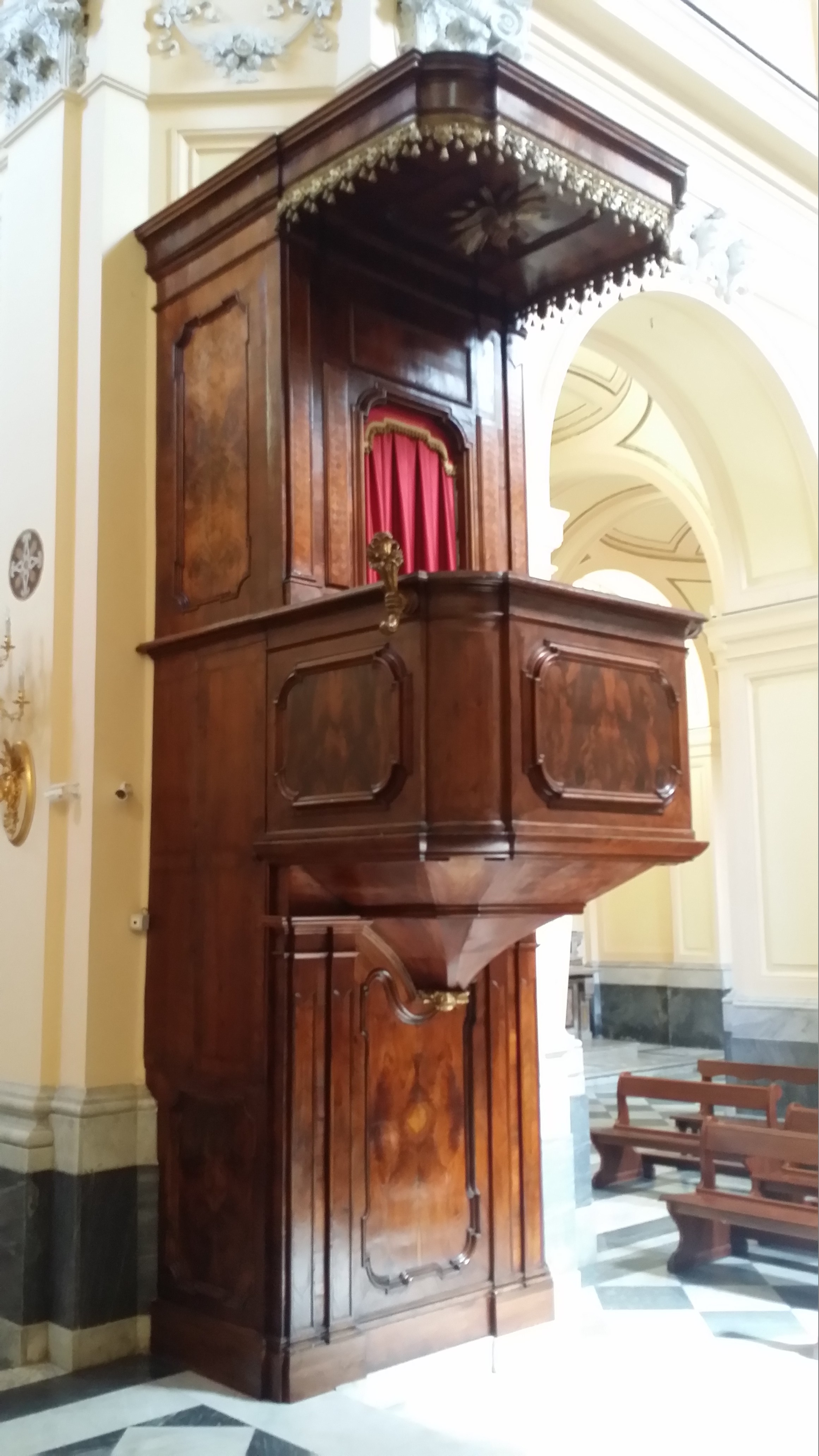
Antico pulpito ligneo della collegiata.
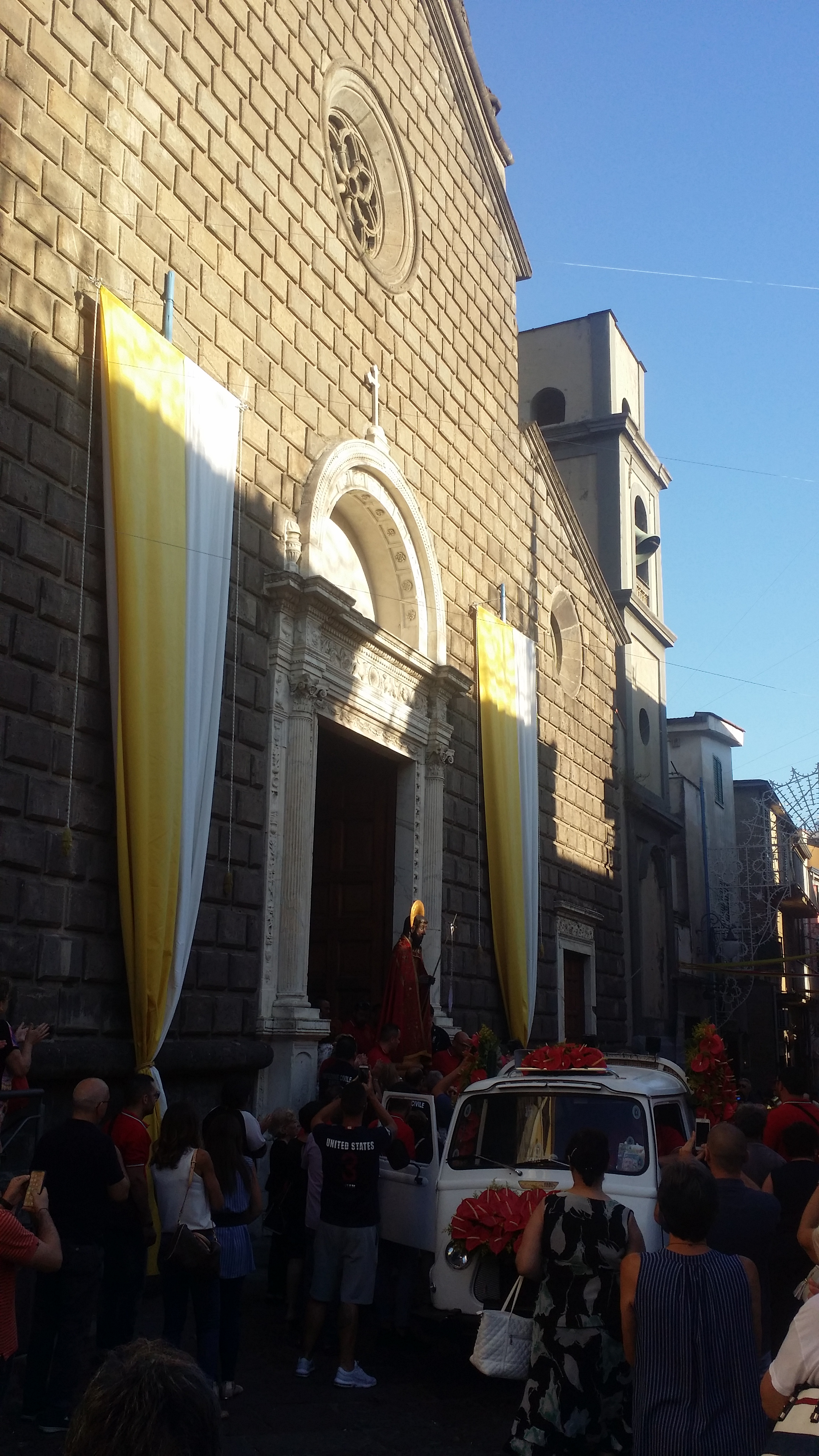
Momento dell’uscita della statua di San Giovanni Battista dalla collegiata omonima per la per le vie della città per la tradizionale peregrinatio.
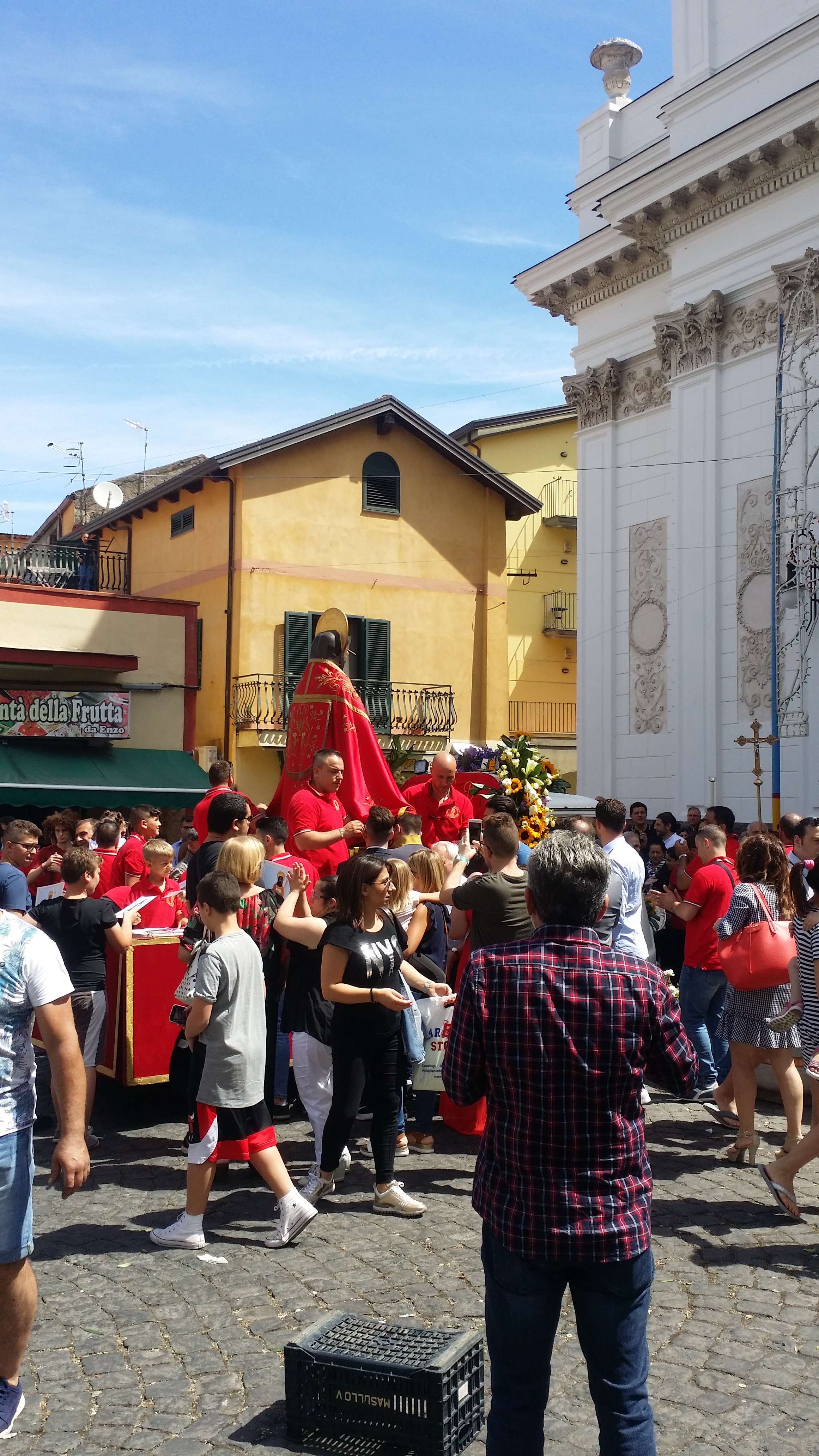
Benedizione di un uomo sotto il manto della statua di san Giovanni Battista mentre l’auto trasportante la statua del santo patrono è ferma sotto la chiesa della Santissima Annunziata e durante la festa patronale di Angri.
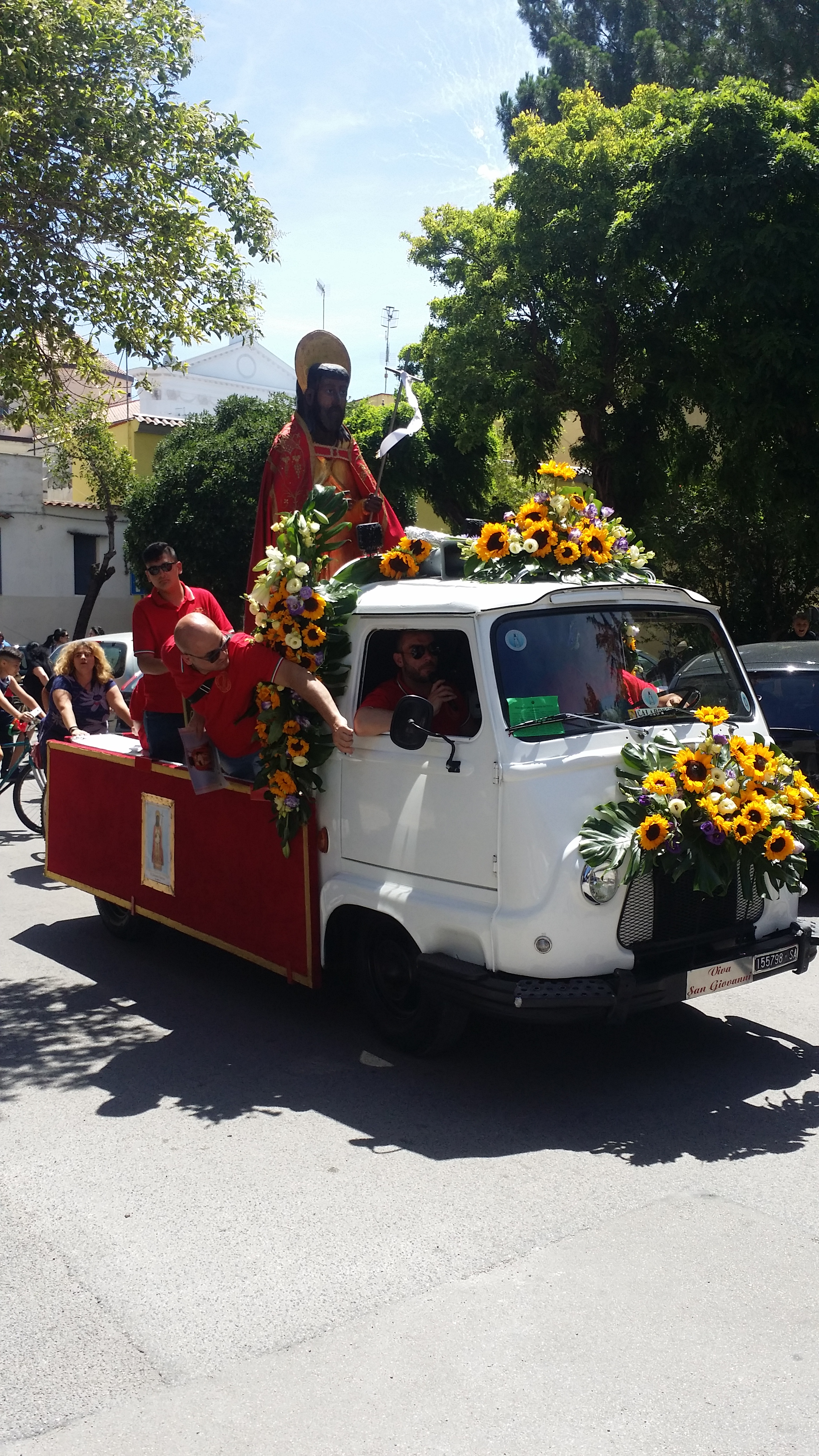
Momento della festa patronale di san Giovanni Battista e passaggio dell’auto trasportante la statua omonima del santo per piazza Annunziata di Angri.
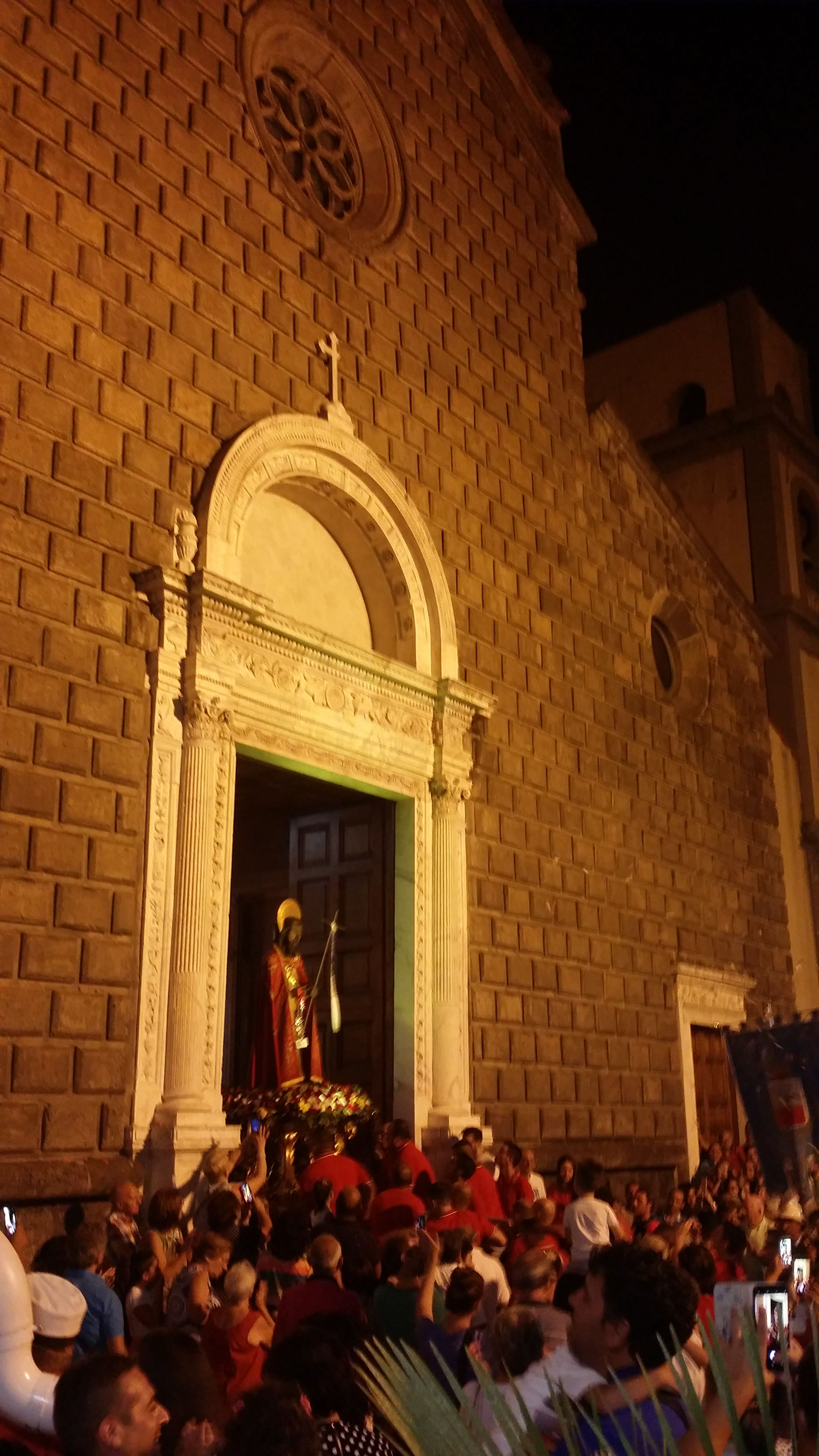
Momento del rientro della statua di San Giovanni Battista nella collegiata omonima, dopo aver compiuto la processione nel giorno della decapitazione del santo.
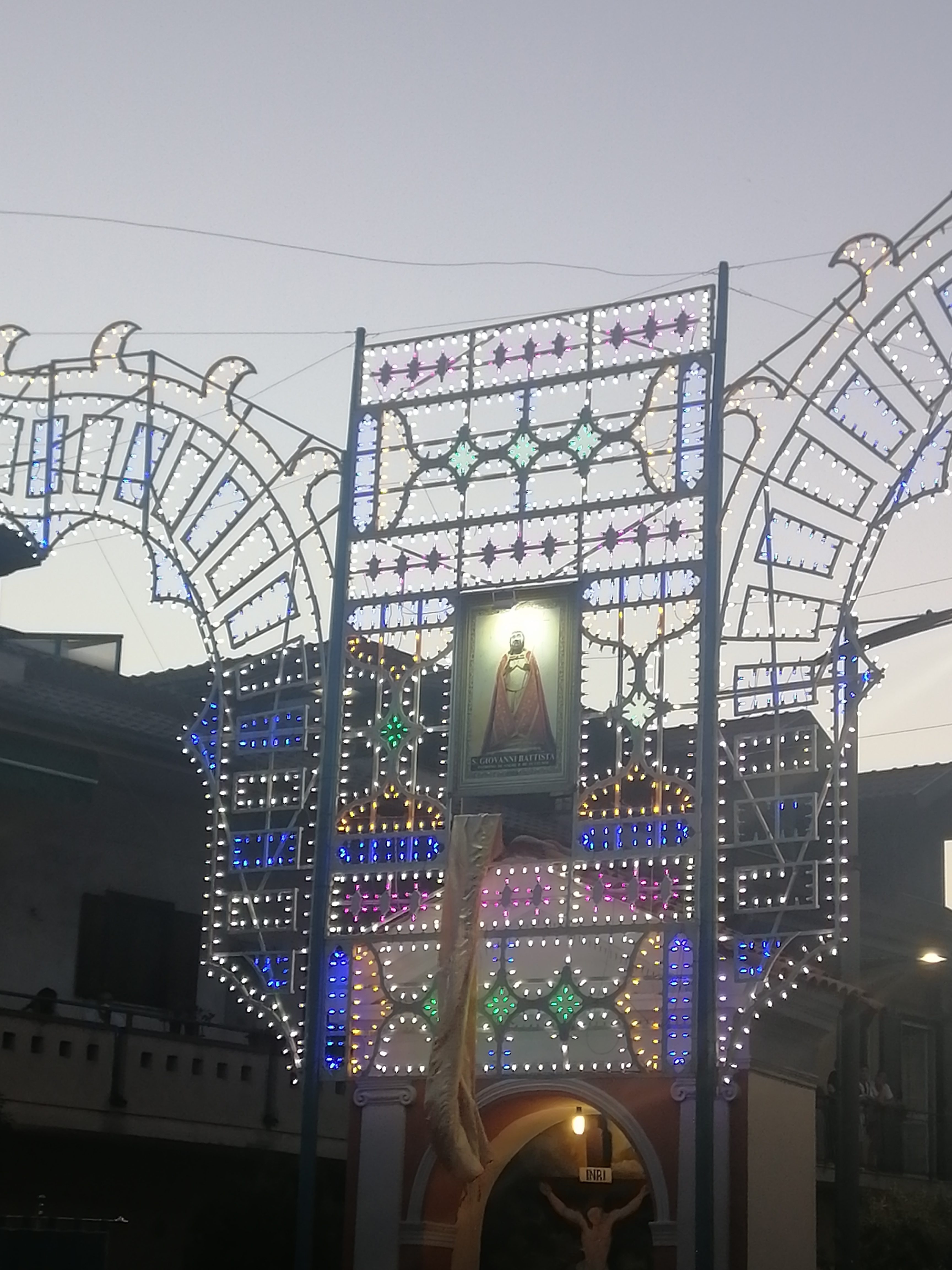
Momento dello svelamento del quadro raffigurante la statua lignea di San Giovanni Battista custodita nella collegiata omonima di Angri, sull’edicola votiva di Gesù crocifisso nella piazza omologa, dopo la santa messa.